# Населённые пункты Липецкой области
Липецкая область включает следующие населённые пункты:
- 8 городских населённых пунктов — городов на 2020 год (в списках выделены оранжевым цветом),
- 1600 сельских населённых пунктов по переписи населения 2010 года, из них 110 без населения.

В списках населённые пункты распределены (в рамках административно-территориального устройства) по административно-территориальным единицам: 2 городам областного значения и 18 районам области (в рамках организации местного самоуправления (муниципального устройства) им соответствуют 2 городских округа и 18 муниципальных районов).
Численность населения сельских населённых пунктов приведена по данным переписи населения 2010 года, численность населения городских населённых пунктов (городов) — по данным переписи по состоянию на 1 октября 2025 года.

## Города областного подчинения (городские округа)
| № | Населённый пункт | Тип   | Население |
| - | ---------------- | ----- | --------- |
| 1 | Липецк           | город | 496 403   |
| 2 | Елец             | город | 93 761    |

## Районы

### Воловский
| №  | Населённый пункт      | Тип     | Население |
| -- | --------------------- | ------- | --------- |
| 1  | Александровка         | деревня | 127       |
| 2  | Алексеевка            | деревня | 167       |
| 3  | Алексеевка 2-я        | деревня | 23        |
| 4  | Багровка              | деревня | 10        |
| 5  | Бацевка               | деревня | 10        |
| 6  | Богданова             | деревня | 52        |
| 7  | Большая Вершина       | деревня | 7         |
| 8  | Большая Ивановка      | село    | 369       |
| 9  | Большовка             | деревня | 97        |
| 10 | Большовские Выселки   | деревня | 39        |
| 11 | Васильевка            | село    | 600       |
| 12 | Верхнее Чесночное     | деревня | 102       |
| 13 | Вислый Колодезь       | деревня | 16        |
| 14 | Воздвиженка           | деревня | 66        |
| 15 | Волово                | село    | 3373      |
| 16 | Воловские Выселки     | деревня | 14        |
| 17 | Воловский 1-й         | посёлок | 6         |
| 18 | Воловский 2-й         | посёлок | 48        |
| 19 | Воловчик              | село    | 501       |
| 20 | Володаровка           | деревня | 33        |
| 21 | Воронцовка            | деревня | 78        |
| 22 | Вышнее Большое        | село    | 739       |
| 23 | Гатище                | село    | 475       |
| 24 | Грачёвка              | деревня | 19        |
| 25 | Дробышево             | деревня | 45        |
| 26 | Елизаветинка          | деревня | 4         |
| 27 | Емильевка             | деревня | 168       |
| 28 | Ефимовка              | деревня | 167       |
| 29 | Замарайка             | село    | 415       |
| 30 | Захаровка             | село    | 677       |
| 31 | Зелёный Луг           | посёлок | 54        |
| 32 | Ивановка              | деревня | 348       |
| 33 | Измалкова             | деревня | 9         |
| 34 | Казаково              | село    | 327       |
| 35 | Казанка               | деревня | 2         |
| 36 | Калиновка             | деревня | 0         |
| 37 | Княжная               | деревня | 155       |
| 38 | Красный Луч           | посёлок | 8         |
| 39 | Красный Уголок        | деревня | 67        |
| 40 | Куликовка             | деревня | 100       |
| 41 | Кшень                 | посёлок | 113       |
| 42 | Ленина                | посёлок | 45        |
| 43 | Липовец               | село    | 176       |
| 44 | Литвиновка            | деревня | 82        |
| 45 | Ломигоры              | село    | 148       |
| 46 | Маково                | деревня | 103       |
| 47 | Малая Горчаковка      | деревня | 11        |
| 48 | Малый Липовчик        | деревня | 9         |
| 49 | Мишино                | деревня | 244       |
| 50 | Набережанские Выселки | деревня | 66        |
| 51 | Набережное            | село    | 950       |
| 52 | Натальевка            | деревня | 85        |
| 53 | Нижнее Большое        | село    | 780       |
| 54 | Нижнее Чесночное      | село    | 253       |
| 55 | Никольское            | деревня | 54        |
| 56 | Никольское            | деревня | 36        |
| 57 | Новая Слободка        | деревня | 111       |
| 58 | Новоалексеевка        | деревня | 63        |
| 59 | Новопавловка          | деревня | 100       |
| 60 | Новосёлки             | деревня | 28        |
| 61 | Новый                 | посёлок | 10        |
| 62 | Ожога                 | село    | 227       |
| 63 | Ольховатка            | деревня | 3         |
| 64 | Петровское            | деревня | 30        |
| 65 | Пикалово              | деревня | 171       |
| 66 | Предтечевка           | деревня | 96        |
| 67 | Самарино              | деревня | 112       |
| 68 | Сапрон                | деревня | 237       |
| 69 | Северный              | посёлок | 36        |
| 70 | Семёновка             | деревня | 38        |
| 71 | Сергеевка             | деревня | 4         |
| 72 | Спасское              | село    | 113       |
| 73 | Турчаново             | село    | 73        |
| 74 | Хитрово               | деревня | 119       |
| 75 | Южный                 | посёлок | 120       |
| 76 | Юрские Дворы          | деревня | 18        |
| 77 | Юрское                | село    | 319       |

### Грязинский
| №  | Населённый пункт      | Тип         | Население |
| -- | --------------------- | ----------- | --------- |
| 1  | Александровка         | деревня     | 2         |
| 2  | Александровка         | деревня     | 21        |
| 3  | Аннино                | село        | 1364      |
| 4  | Байгора               | ж.д.станция | 125       |
| 5  | Бахаев                | хутор       | 34        |
| 6  | Березовка             | деревня     | 46        |
| 7  | Большой Самовец       | село        | 2720      |
| 8  | Бутырки               | село        | 1404      |
| 9  | Верхний Телелюй       | село        | 798       |
| 10 | Верхняя Лукавка       | село        | 8         |
| 11 | Виноградовка          | деревня     | 57        |
| 12 | Волгоэлектросетьстрой | посёлок     | 315       |
| 13 | Головщино             | село        | 376       |
| 14 | Грязи                 | город       | 43 640    |
| 15 | Гудаловка             | деревня     | 698       |
| 16 | Двуречки              | село        | 1736      |
| 17 | Дебри                 | деревня     | 28        |
| 18 | Демшинка              | деревня     | 3         |
| 19 | Дубрава               | деревня     | 4         |
| 20 | Дурасовка             | деревня     | 5         |
| 21 | Ермаковка             | деревня     | 0         |
| 22 | Зейделевка            | деревня     | 47        |
| 23 | Зейделевка            | деревня     | 280       |
| 24 | Казинка               | село        | 3144      |
| 25 | Каменное              | село        | 81        |
| 26 | Карамышево            | село        | 1191      |
| 27 | Княжая Байгора        | село        | 827       |
| 28 | Колоусовка            | деревня     | 156       |
| 29 | Колыбеловка           | деревня     | 0         |
| 30 | Коробовка             | село        | 451       |
| 31 | Красная Дубрава       | посёлок     | 483       |
| 32 | Красногорка           | деревня     | 261       |
| 33 | Красное Знамя         | посёлок     | 10        |
| 34 | Красные Выселки       | деревня     | 129       |
| 35 | Красный Луч           | посёлок     | 7         |
| 36 | Кубань                | деревня     | 901       |
| 37 | Кузовка               | село        | 271       |
| 38 | Макрушина             | деревня     | 33        |
| 39 | Малей                 | село        | 157       |
| 40 | Первомайский          | посёлок     | 229       |
| 41 | Песковатский          | посёлок     | 928       |
| 42 | Петровка              | село        | 691       |
| 43 | Писаревка             | деревня     | 5         |
| 44 | Плеханово             | село        | 2024      |
| 45 | Подворки              | село        | 308       |
| 46 | Подлякино             | деревня     | 1         |
| 47 | Прибытково            | ж.д.станция | 45        |
| 48 | Прибытковский         | посёлок     | 709       |
| 49 | Прудки                | деревня     | 5         |
| 50 | Роза                  | посёлок     | 209       |
| 51 | Садовый               | посёлок     | 4         |
| 52 | Светлая Поляна        | посёлок     | 249       |
| 53 | Семиколенов           | хутор       | 15        |
| 54 | Синявка               | село        | 820       |
| 55 | Соломоновка           | деревня     | 0         |
| 56 | Сошки                 | село        | 1787      |
| 57 | Средняя Лукавка       | село        | 161       |
| 58 | Сухоборье             | посёлок     | 232       |
| 59 | Телелюй               | село        | 284       |
| 60 | Фащёвка               | село        | 3245      |
| 61 | Ямань                 | село        | 210       |
| 62 | Ярлуково              | село        | 1934      |

### Данковский
| №   | Населённый пункт      | Тип          | Население |
| --- | --------------------- | ------------ | --------- |
| 1   | Авдулово              | село         | 150       |
| 2   | Александровка         | деревня      | 21        |
| 3   | Алексеевка            | деревня      | 23        |
| 4   | Алексеевские Выселки  | деревня      | 3         |
| 5   | Алексеевский          | посёлок      | 1         |
| 6   | Апраксино             | деревня      | 2         |
| 7   | Арсёновка             | деревня      | 1         |
| 8   | Ашанино               | деревня      | 1         |
| 9   | Баловинки             | деревня      | 83        |
| 10  | Баловнёво             | село         | 637       |
| 11  | Барановка             | деревня      | 43        |
| 12  | Барятино              | село         | 425       |
| 13  | Бегичево              | деревня      | 11        |
| 14  | Берёзовка             | село         | 693       |
| 15  | Березовые Выселки     | деревня      | 10        |
| 16  | Бибиково              | деревня      | 12        |
| 17  | Бигильдино            | село         | 943       |
| 18  | Бревенное             | село         | 76        |
| 19  | Брусы                 | деревня      | 1         |
| 20  | Верхняя Павловка      | деревня      | 24        |
| 21  | Вислая                | деревня      | 68        |
| 22  | Вихровка              | деревня      | 25        |
| 23  | Воскресенское         | село         | 672       |
| 24  | Воскресенское         | село         | 479       |
| 25  | Восток                | посёлок      | 5         |
| 26  | Вязовёнка             | деревня      | 0         |
| 27  | Гагарино              | село         | 23        |
| 28  | Головинщино           | село         | 4         |
| 29  | Городки               | деревня      | 131       |
| 30  | Греково               | село         | 8         |
| 31  | Гугуевка              | деревня      | 106       |
| 32  | Гудино                | деревня      | 11        |
| 33  | Гусевка               | деревня      | 44        |
| 34  | Данков                | город        | 19 726    |
| 35  | Долгое                | село         | 416       |
| 36  | Долгое                | село         | 90        |
| 37  | Дубки                 | село         | 24        |
| 38  | Еропкино              | село         | 165       |
| 39  | Жуково                | деревня      | 12        |
| 40  | Заполянский           | посёлок      | 1         |
| 41  | Зашево                | деревня      | 69        |
| 42  | Зашевские Выселки     | деревня      | 5         |
| 43  | Зверево               | село         | 80        |
| 44  | Знаменка              | деревня      | 51        |
| 45  | Знаменская            | деревня      | 18        |
| 46  | Зубовский             | посёлок      | 0         |
| 47  | Ивановка              | село         | 111       |
| 48  | Избищи                | село         | 214       |
| 49  | Измайловка            | деревня      | 81        |
| 50  | Ильинка               | деревня      | 4         |
| 51  | Инихово               | деревня      | 40        |
| 52  | Исленьево             | деревня      | 0         |
| 53  | Каменка               | деревня      | 257       |
| 54  | Камынино              | деревня      | 5         |
| 55  | Катараево             | деревня      | 9         |
| 56  | Кобяково              | деревня      | 0         |
| 57  | Колодези              | село         | 265       |
| 58  | Колодези              | деревня      | 16        |
| 59  | Красная Заря          | деревня      | 46        |
| 60  | Красное               | деревня      | 9         |
| 61  | Красный Луч           | посёлок      | 3         |
| 62  | Криволучье            | деревня      | 2         |
| 63  | Круглое               | село         | 51        |
| 64  | Крюковка              | деревня      | 2         |
| 65  | Кудрявщино            | село         | 404       |
| 66  | Кутуково              | деревня      | 1         |
| 67  | Ларионовка            | деревня      | 21        |
| 68  | Левашовка             | деревня      | 0         |
| 69  | Лобанки               | деревня      | 4         |
| 70  | Лобачи                | деревня      | 14        |
| 71  | Малинки               | село         | 204       |
| 72  | Маринки               | деревня      | 11        |
| 73  | Масловка              | деревня      | 2         |
| 74  | Медведчино            | деревня      | 19        |
| 75  | Мирный                | посёлок      | 56        |
| 76  | Натальино             | деревня      | 12        |
| 77  | Нелядино              | деревня      | 17        |
| 78  | Нижняя Павловка       | деревня      | 40        |
| 79  | Николаевка            | деревня      | 0         |
| 80  | Никольское            | село         | 86        |
| 81  | Новая                 | деревня      | 14        |
| 82  | Новики                | деревня      | 7         |
| 83  | Новоникольское        | село         | 816       |
| 84  | Новопетровский        | посёлок      | 0         |
| 85  | Новотроицкое          | деревня      | 0         |
| 86  | Огарево               | деревня      | 0         |
| 87  | Одоевщино             | село         | 87        |
| 88  | Ольгино               | деревня      | 12        |
| 89  | Орловка               | село         | 50        |
| 90  | Осиновые Прудки       | деревня      | 117       |
| 91  | Павловка              | деревня      | 10        |
| 92  | Пеньки                | деревня      | 0         |
| 93  | Первовка              | деревня      | 35        |
| 94  | Перехваль             | село         | 453       |
| 95  | Перехвальские Выселки | деревня      | 81        |
| 96  | Петровский            | посёлок      | 12        |
| 97  | Петропавловка         | деревня      | 12        |
| 98  | Писарево              | деревня      | 50        |
| 99  | Плахово               | село         | 202       |
| 100 | Плехотино             | деревня      | 0         |
| 101 | Плоский               | посёлок      | 45        |
| 102 | Плоское               | деревня      | 22        |
| 103 | Подосинки             | деревня      | 51        |
| 104 | Покровка              | деревня      | 22        |
| 105 | Покровское            | село         | 29        |
| 106 | Полибино              | село         | 342       |
| 107 | Политово              | ж.д. станция | 299       |
| 108 | Пролетарский          | посёлок      | 34        |
| 109 | Прудки                | деревня      | 0         |
| 110 | Раевщино              | деревня      | 6         |
| 111 | Реневка               | деревня      | 88        |
| 112 | Репцы                 | деревня      | 0         |
| 113 | Рожки                 | деревня      | 2         |
| 114 | Рыхотка               | деревня      | 148       |
| 115 | Садовый               | посёлок      | 7         |
| 116 | Сазоновка             | деревня      | 15        |
| 117 | Секирино              | деревня      | 43        |
| 118 | Секирино              | деревня      | 33        |
| 119 | Скачиловка            | деревня      | 6         |
| 120 | Скородное             | деревня      | 8         |
| 121 | Слободка              | деревня      | 2         |
| 122 | Соколовка             | деревня      | 1         |
| 123 | Спешнево              | деревня      | 0         |
| 124 | Спешнево-Ивановское   | село         | 729       |
| 125 | Спешнево-Подлесное    | село         | 14        |
| 126 | Стребки               | деревня      | 2         |
| 127 | Стрешнево             | село         | 0         |
| 128 | Ступино               | деревня      | 0         |
| 129 | Сугробы               | село         | 122       |
| 130 | Сутупово              | деревня      | 16        |
| 131 | Телепнево             | село         | 200       |
| 132 | Тёплое                | село         | 716       |
| 133 | Требунки              | село         | 492       |
| 134 | Требунские Выселки    | деревня      | 2         |
| 135 | Тужилки               | деревня      | 55        |
| 136 | Ушаковка              | деревня      | 5         |
| 137 | Ханеевка              | деревня      | 10        |
| 138 | Хвощевка              | деревня      | 49        |
| 139 | Хитрово               | село         | 18        |
| 140 | Хитровские Прудки     | деревня      | 17        |
| 141 | Хонино                | деревня      | 0         |
| 142 | Хорошие Воды          | село         | 36        |
| 143 | Хрущёвка              | деревня      | 7         |
| 144 | Хрущёво-Подлесное     | село         | 414       |
| 145 | Щегловка              | деревня      | 99        |
| 146 | Ягодное               | село         | 107       |
| 147 | Янушево               | посёлок      | 99        |
| 148 | Ярославы              | село         | 309       |
| 149 | Яхонтово              | село         | 52        |

### Добринский
| №   | Населённый пункт           | Тип          | Население |
| --- | -------------------------- | ------------ | --------- |
| 1   | Никольское 2-е             | деревня      | 49        |
| 2   | Александровка              | село         | 388       |
| 3   | Александровка              | деревня      | 50        |
| 4   | Александровка 1-я          | деревня      | 131       |
| 5   | Александровка 2-я          | деревня      | 233       |
| 6   | Алексеевка                 | деревня      | 97        |
| 7   | Алексеевка                 | деревня      | 5         |
| 8   | Андреевка                  | деревня      | 57        |
| 9   | Аничково                   | деревня      | 77        |
| 10  | Архиповка                  | деревня      | 9         |
| 11  | Асташевка                  | деревня      | 27        |
| 12  | Белоносовка                | деревня      | 50        |
| 13  | Березнеговатка             | село         | 605       |
| 14  | Березовка                  | деревня      | 35        |
| 15  | Благодать                  | деревня      | 199       |
| 16  | Богородицкое               | село         | 331       |
| 17  | Большая Отрада             | село         | 273       |
| 18  | Большая Плавица            | деревня      | 509       |
| 19  | Большие Отрожки            | деревня      | 64        |
| 20  | Боровское                  | село         | 148       |
| 21  | Бредихино                  | деревня      | 7         |
| 22  | Бредихины Отруба           | деревня      | 5         |
| 23  | Брянский                   | посёлок      | 13        |
| 24  | Васильевка                 | село         | 188       |
| 25  | Верхняя Матрёнка           | село         | 921       |
| 26  | Веселовка                  | деревня      | 31        |
| 27  | Воля                       | деревня      | 6         |
| 28  | Воскресеновка              | деревня      | 79        |
| 29  | Востряковка                | деревня      | 32        |
| 30  | Георгиевка                 | деревня      | 186       |
| 31  | Георгиевка                 | деревня      | 186       |
| 32  | Данковка                   | деревня      | 0         |
| 33  | Демшинка                   | село         | 405       |
| 34  | Добринка                   | посёлок      | 8965      |
| 35  | Дубовое                    | село         | 611       |
| 36  | Дурово                     | село         | 449       |
| 37  | Евлановка                  | деревня      | 111       |
| 38  | Елизаветинка               | деревня      | 57        |
| 39  | Забитюжье                  | деревня      | 1         |
| 40  | Заря                       | деревня      | 372       |
| 41  | Заря                       | деревня      | 38        |
| 42  | Ивановка                   | село         | 162       |
| 43  | Казельки                   | деревня      | 11        |
| 44  | Киньшино                   | деревня      | 103       |
| 45  | Коновка                    | деревня      | 51        |
| 46  | Кооператор                 | посёлок      | 393       |
| 47  | Кочегуровка                | деревня      | 93        |
| 48  | Кочетовка                  | деревня      | 36        |
| 49  | Красная Рада               | деревня      | 31        |
| 50  | Курлыковка                 | деревня      | 2         |
| 51  | Ландышевка                 | деревня      | 44        |
| 52  | Лебедянка                  | село         | 280       |
| 53  | Мазейка                    | село         | 412       |
| 54  | Малая Матрёнка             | деревня      | 97        |
| 55  | Малая Отрада               | деревня      | 36        |
| 56  | Малая Плавица              | деревня      | 11        |
| 57  | Матвеевка                  | деревня      | 132       |
| 58  | Московка                   | деревня      | 83        |
| 59  | Наливкино                  | деревня      | 107       |
| 60  | Наливкино                  | деревня      | 96        |
| 61  | Натальино                  | деревня      | 90        |
| 62  | Нижнематренские Выселки    | деревня      | 13        |
| 63  | Нижняя Матрёнка            | село         | 744       |
| 64  | Никанорово                 | деревня      | 12        |
| 65  | Николаевка                 | деревня      | 328       |
| 66  | Никольское                 | село         | 30        |
| 67  | Никольское 2-е             | деревня      | 18        |
| 68  | Новая                      | деревня      | 50        |
| 69  | Новая Жизнь                | деревня      | 27        |
| 70  | Новопетровка               | село         | 542       |
| 71  | Новочеркутино              | село         | 500       |
| 72  | Новый Свет                 | посёлок      | 26        |
| 73  | Ольговка                   | деревня      | 484       |
| 74  | Ольховка                   | село         | 374       |
| 75  | Ольшанка                   | деревня      | 21        |
| 76  | Отскочное                  | село         | 170       |
| 77  | Павловка                   | село         | 312       |
| 78  | Падворские Выселки         | село         | 21        |
| 79  | Панино-Липецкое            | деревня      | 29        |
| 80  | Паршиновка                 | село         | 964       |
| 81  | Петровка                   | деревня      | 23        |
| 82  | Петровка                   | деревня      | 64        |
| 83  | Плавица                    | ж.д. станция | 2883      |
| 84  | Плоская Вершина            | деревня      | 54        |
| 85  | Поддубровка                | деревня      | 67        |
| 86  | Покровка                   | деревня      | 10        |
| 87  | Покровка                   | деревня      | 40        |
| 88  | Политотдел                 | посёлок      | 300       |
| 89  | Посёлок имени Ильича       | посёлок      | 419       |
| 90  | Посёлок Совхоза Петровский | посёлок      | 1304      |
| 91  | Приозёрное                 | село         | 164       |
| 92  | Пролетарий                 | посёлок      | 221       |
| 93  | Пушкино                    | село         | 1091      |
| 94  | Ржавец                     | деревня      | 48        |
| 95  | Ровенка                    | село         | 165       |
| 96  | Русаново                   | деревня      | 22        |
| 97  | Садовая                    | деревня      | 10        |
| 98  | Салтычки                   | село         | 237       |
| 99  | Сафоново                   | село         | 11        |
| 100 | Сергеевка                  | деревня      | 29        |
| 101 | Скучаи                     | деревня      | 0         |
| 102 | Слава                      | деревня      | 108       |
| 103 | Смеловка                   | деревня      | 95        |
| 104 | Сомовка                    | деревня      | 3         |
| 105 | Софьино                    | деревня      | 769       |
| 106 | Сошки-Кривки               | деревня      | 154       |
| 107 | Среднее                    | село         | 1         |
| 108 | Средняя Матрёнка           | село         | 585       |
| 109 | Студенка                   | деревня      | 119       |
| 110 | Талицкий Чамлык            | село         | 2069      |
| 111 | Тихвинка                   | село         | 87        |
| 112 | Федоровка                  | деревня      | 144       |
| 113 | Хворостянка                | ж.д. станция | 1078      |
| 114 | Хворостянка                | село         | 708       |
| 115 | Чамлык-Никольское          | село         | 826       |
| 116 | Ярлуково                   | деревня      | 47        |

### Добровский
| №  | Населённый пункт      | Тип     | Население |
| -- | --------------------- | ------- | --------- |
| 1  | Богородицкое          | село    | 337       |
| 2  | Большие Хомяки        | село    | 75        |
| 3  | Большой Хомутец       | село    | 1060      |
| 4  | Борисовка             | село    | 870       |
| 5  | Верещагино            | деревня | 15        |
| 6  | Волчье                | село    | 857       |
| 7  | Горицы                | село    | 295       |
| 8  | Гудбок                | посёлок | 33        |
| 9  | Гудово                | село    | 430       |
| 10 | Густый                | посёлок | 25        |
| 11 | Дальний               | посёлок | 26        |
| 12 | Делеховое             | село    | 207       |
| 13 | Доброе                | село    | 6482      |
| 14 | Екатериновка          | село    | 400       |
| 15 | Заводской             | посёлок | 40        |
| 16 | Замартынье            | село    | 1102      |
| 17 | Зарницы               | посёлок | 95        |
| 18 | Каликино              | село    | 3239      |
| 19 | Капитанщино           | село    | 329       |
| 20 | Коренёвщино           | село    | 499       |
| 21 | Кривец                | село    | 852       |
| 22 | Кривецкое лесничество | посёлок | 95        |
| 23 | Крутое                | село    | 553       |
| 24 | Кувязево              | деревня | 25        |
| 25 | Лебяжье               | село    | 278       |
| 26 | Леденёвка             | деревня | 26        |
| 27 | Липовка               | село    | 241       |
| 28 | Малоозёрский          | посёлок | 27        |
| 29 | Малый Хомутец         | село    | 366       |
| 30 | Махоново              | село    | 665       |
| 31 | Нейманский            | посёлок | 88        |
| 32 | Николаевка            | деревня | 23        |
| 33 | Никольское            | деревня | 34        |
| 34 | Новоселье             | деревня | 37        |
| 35 | Панино                | село    | 848       |
| 36 | Победа                | посёлок | 16        |
| 37 | Порой                 | село    | 616       |
| 38 | Преображеновка        | село    | 325       |
| 39 | Путятино              | село    | 536       |
| 40 | Ратчино               | село    | 902       |
| 41 | Трастоватский         | кордон  | 3         |
| 42 | Трубетчино            | село    | 2016      |
| 43 | Филатовка             | село    | 119       |
| 44 | Фильцы                | посёлок | 0         |
| 45 | Чечёры                | село    | 298       |

### Долгоруковский
| №  | Населённый пункт  | Тип          | Население                                                                                  |
| -- | ----------------- | ------------ | ------------------------------------------------------------------------------------------ |
| 1  | Агарково          | деревня      | 54                                                                                         |
| 2  | Александровка     | деревня      | 44                                                                                         |
| 3  | Анненка           | деревня      | 35                                                                                         |
| 4  | Бакеевский        | хутор        | 0                                                                                          |
| 5  | Белый Конь        | деревня      | 60                                                                                         |
| 6  | Богатые Плоты     | деревня      | 55                                                                                         |
| 7  | Большая Боёвка    | село         | 521                                                                                        |
| 8  | Большой Колодезь  | деревня      | 167                                                                                        |
| 9  | Братовщина        | село         | 1132                                                                                       |
| 10 | Бурелом           | деревня      | 3                                                                                          |
| 11 | Верхний Ломовец   | село         | 758                                                                                        |
| 12 | Весёлая           | деревня      | 320                                                                                        |
| 13 | Войсковая Казинка | село         | 197                                                                                        |
| 14 | Вороновка         | деревня      | 17                                                                                         |
| 15 | Выголка           | деревня      | 22                                                                                         |
| 16 | Вязовое           | село         | 321                                                                                        |
| 17 | Грибоедово        | деревня      | 32                                                                                         |
| 18 | Гринёвка          | деревня      | 44                                                                                         |
| 19 | Грызлово          | село         | 357                                                                                        |
| 20 | Гущин Колодезь    | деревня      | 34                                                                                         |
| 21 | Дмитриевка 1-я    | деревня      | 23                                                                                         |
| 22 | Долгоруково       | село         | 5237                                                                                       |
| 23 | Долгуша           | село         | 261                                                                                        |
| 24 | Дубовец           | село         | 541                                                                                        |
| 25 | Дубовецкий        | посёлок      | #Н/Д                                                                                       |
| 26 | Екатериновка      | деревня      | 840                                                                                        |
| 27 | Елизаветовка      | деревня      | 149                                                                                        |
| 28 | Ермолово          | деревня      | 37                                                                                         |
| 29 | Жемчужникова      | деревня      | 17                                                                                         |
| 30 | Жемчужникова      | деревня      | 9                                                                                          |
| 31 | Жерновное         | село         | 523                                                                                        |
| 32 | Заречная          | деревня      | 20                                                                                         |
| 33 | Знаменка          | деревня      | 115                                                                                        |
| 34 | Зыбинка           | деревня      | 19                                                                                         |
| 35 | Ивановка          | деревня      | 201                                                                                        |
| 36 | Ивановка 2-я      | деревня      | #Н/Д                                                                                       |
| 37 | Изубриевка 1-я    | деревня      | 17                                                                                         |
| 38 | Изубриевка 2-я    | деревня      | 1                                                                                          |
| 39 | Ильинка           | деревня      | 604                                                                                        |
| 40 | Ильинка           | деревня      | 17                                                                                         |
| 41 | Исаевка           | деревня      | 42                                                                                         |
| 42 | Каменка           | деревня      | 5                                                                                          |
| 43 | Карташовка        | деревня      | 120                                                                                        |
| 44 | Колединовка       | деревня      | 23                                                                                         |
| 45 | Котово            | деревня      | 30                                                                                         |
| 46 | Кочетовка         | деревня      | 19                                                                                         |
| 47 | Красная           | деревня      | 31                                                                                         |
| 48 | Красное           | село         | 168                                                                                        |
| 49 | Красное Утро      | посёлок      | 36                                                                                         |
| 50 | Красный Луч       | посёлок      | 16                                                                                         |
| 51 | Красотыновка      | деревня      | 236                                                                                        |
| 52 | Липовка           | деревня      | Получено слишком много сущностей из Викиданные. Количество загруженных сущностей: 500/500. |
| 53 | Лобовка           | деревня      | Получено слишком много сущностей из Викиданные. Количество загруженных сущностей: 500/500. |
| 54 | Лутовка           | деревня      | Получено слишком много сущностей из Викиданные. Количество загруженных сущностей: 500/500. |
| 55 | Марьина           | деревня      | Получено слишком много сущностей из Викиданные. Количество загруженных сущностей: 500/500. |
| 56 | Маховщина         | деревня      | Получено слишком много сущностей из Викиданные. Количество загруженных сущностей: 500/500. |
| 57 | Меньшой Колодезь  | село         | Получено слишком много сущностей из Викиданные. Количество загруженных сущностей: 500/500. |
| 58 | Михайловка        | деревня      | Получено слишком много сущностей из Викиданные. Количество загруженных сущностей: 500/500. |
| 59 | Михайловский      | посёлок      | Получено слишком много сущностей из Викиданные. Количество загруженных сущностей: 500/500. |
| 60 | Молодовка         | деревня      | Получено слишком много сущностей из Викиданные. Количество загруженных сущностей: 500/500. |
| 61 | Набережная 1-я    | деревня      | Получено слишком много сущностей из Викиданные. Количество загруженных сущностей: 500/500. |
| 62 | Набережная 2-я    | деревня      | Получено слишком много сущностей из Викиданные. Количество загруженных сущностей: 500/500. |
| 63 | Надеждино         | деревня      | Получено слишком много сущностей из Викиданные. Количество загруженных сущностей: 500/500. |
| 64 | Нестеровка        | деревня      | Получено слишком много сущностей из Викиданные. Количество загруженных сущностей: 500/500. |
| 65 | Нижний Ломовец    | село         | Получено слишком много сущностей из Викиданные. Количество загруженных сущностей: 500/500. |
| 66 | Николаевка        | деревня      | Получено слишком много сущностей из Викиданные. Количество загруженных сущностей: 500/500. |
| 67 | Новинка           | деревня      | Получено слишком много сущностей из Викиданные. Количество загруженных сущностей: 500/500. |
| 68 | Новопетровский    | хутор        | Получено слишком много сущностей из Викиданные. Количество загруженных сущностей: 500/500. |
| 69 | Новотроицкое      | село         | Получено слишком много сущностей из Викиданные. Количество загруженных сущностей: 500/500. |
| 70 | Овечьи Воды       | деревня      | Получено слишком много сущностей из Викиданные. Количество загруженных сущностей: 500/500. |
| 71 | Озерки            | деревня      | Получено слишком много сущностей из Викиданные. Количество загруженных сущностей: 500/500. |
| 72 | Ольшанка          | деревня      | Получено слишком много сущностей из Викиданные. Количество загруженных сущностей: 500/500. |
| 73 | Орановка          | деревня      | Получено слишком много сущностей из Викиданные. Количество загруженных сущностей: 500/500. |
| 74 | Пашинино          | деревня      | Получено слишком много сущностей из Викиданные. Количество загруженных сущностей: 500/500. |
| 75 | Петровка          | деревня      | Получено слишком много сущностей из Викиданные. Количество загруженных сущностей: 500/500. |
| 76 | Плоты             | ж.д. станция | Получено слишком много сущностей из Викиданные. Количество загруженных сущностей: 500/500. |
| 77 | Полевой           | посёлок      | Получено слишком много сущностей из Викиданные. Количество загруженных сущностей: 500/500. |
| 78 | Рог               | деревня      | Получено слишком много сущностей из Викиданные. Количество загруженных сущностей: 500/500. |
| 79 | Русская Казинка   | деревня      | Получено слишком много сущностей из Викиданные. Количество загруженных сущностей: 500/500. |
| 80 | Свишни            | село         | Получено слишком много сущностей из Викиданные. Количество загруженных сущностей: 500/500. |
| 81 | Сергиевка 1-я     | деревня      | Получено слишком много сущностей из Викиданные. Количество загруженных сущностей: 500/500. |
| 82 | Сергиевка 2-я     | деревня      | Получено слишком много сущностей из Викиданные. Количество загруженных сущностей: 500/500. |
| 83 | Сидоровка         | деревня      | Получено слишком много сущностей из Викиданные. Количество загруженных сущностей: 500/500. |
| 84 | Слепуха           | село         | Получено слишком много сущностей из Викиданные. Количество загруженных сущностей: 500/500. |
| 85 | Сновская          | деревня      | Получено слишком много сущностей из Викиданные. Количество загруженных сущностей: 500/500. |
| 86 | Стегаловка        | село         | Получено слишком много сущностей из Викиданные. Количество загруженных сущностей: 500/500. |
| 87 | Стрелец           | село         | Получено слишком много сущностей из Викиданные. Количество загруженных сущностей: 500/500. |
| 88 | Суры              | посёлок      | Получено слишком много сущностей из Викиданные. Количество загруженных сущностей: 500/500. |
| 89 | Сухаревка         | деревня      | Получено слишком много сущностей из Викиданные. Количество загруженных сущностей: 500/500. |
| 90 | Сухой Ольшанец    | село         | Получено слишком много сущностей из Викиданные. Количество загруженных сущностей: 500/500. |
| 91 | Тёпленькая 1-я    | деревня      | Получено слишком много сущностей из Викиданные. Количество загруженных сущностей: 500/500. |
| 92 | Тёпленькая 2-я    | деревня      | Получено слишком много сущностей из Викиданные. Количество загруженных сущностей: 500/500. |
| 93 | Тимирязевский     | посёлок      | Получено слишком много сущностей из Викиданные. Количество загруженных сущностей: 500/500. |
| 94 | Троицкое          | деревня      | Получено слишком много сущностей из Викиданные. Количество загруженных сущностей: 500/500. |
| 95 | Харламовка        | деревня      | Получено слишком много сущностей из Викиданные. Количество загруженных сущностей: 500/500. |
| 96 | Хитрово           | деревня      | Получено слишком много сущностей из Викиданные. Количество загруженных сущностей: 500/500. |
| 97 | Царёвка           | деревня      | Получено слишком много сущностей из Викиданные. Количество загруженных сущностей: 500/500. |

### Елецкий
| №  | Населённый пункт      | Тип          | Население                                                                                  |
| -- | --------------------- | ------------ | ------------------------------------------------------------------------------------------ |
| 1  | 215 км                | разъезд      | Получено слишком много сущностей из Викиданные. Количество загруженных сущностей: 500/500. |
| 2  | 434 км                | ж.д. будка   | Получено слишком много сущностей из Викиданные. Количество загруженных сущностей: 500/500. |
| 3  | 442 км                | ж.д. будка   | Получено слишком много сущностей из Викиданные. Количество загруженных сущностей: 500/500. |
| 4  | Аксенкино             | деревня      | Получено слишком много сущностей из Викиданные. Количество загруженных сущностей: 500/500. |
| 5  | Александровка         | деревня      | Получено слишком много сущностей из Викиданные. Количество загруженных сущностей: 500/500. |
| 6  | Алексеевка            | деревня      | Получено слишком много сущностей из Викиданные. Количество загруженных сущностей: 500/500. |
| 7  | Аленка                | деревня      | Получено слишком много сущностей из Викиданные. Количество загруженных сущностей: 500/500. |
| 8  | Аргамач-Пальна        | село         | Получено слишком много сущностей из Викиданные. Количество загруженных сущностей: 500/500. |
| 9  | Аркатово              | деревня      | Получено слишком много сущностей из Викиданные. Количество загруженных сущностей: 500/500. |
| 10 | Архангельское         | село         | Получено слишком много сущностей из Викиданные. Количество загруженных сущностей: 500/500. |
| 11 | Барановка             | деревня      | Получено слишком много сущностей из Викиданные. Количество загруженных сущностей: 500/500. |
| 12 | Белевец               | деревня      | Получено слишком много сущностей из Викиданные. Количество загруженных сущностей: 500/500. |
| 13 | Березовка             | деревня      | Получено слишком много сущностей из Викиданные. Количество загруженных сущностей: 500/500. |
| 14 | Большая Александровка | деревня      | Получено слишком много сущностей из Викиданные. Количество загруженных сущностей: 500/500. |
| 15 | Большие Извалы        | село         | Получено слишком много сущностей из Викиданные. Количество загруженных сущностей: 500/500. |
| 16 | Буевка                | деревня      | Получено слишком много сущностей из Викиданные. Количество загруженных сущностей: 500/500. |
| 17 | Быковка               | деревня      | Получено слишком много сущностей из Викиданные. Количество загруженных сущностей: 500/500. |
| 18 | Васильевка            | деревня      | Получено слишком много сущностей из Викиданные. Количество загруженных сущностей: 500/500. |
| 19 | Волчье                | село         | Получено слишком много сущностей из Викиданные. Количество загруженных сущностей: 500/500. |
| 20 | Воронец               | село         | Получено слишком много сущностей из Викиданные. Количество загруженных сущностей: 500/500. |
| 21 | Газопровод            | посёлок      | Получено слишком много сущностей из Викиданные. Количество загруженных сущностей: 500/500. |
| 22 | Глушица               | деревня      | Получено слишком много сущностей из Викиданные. Количество загруженных сущностей: 500/500. |
| 23 | Голиково              | село         | Получено слишком много сущностей из Викиданные. Количество загруженных сущностей: 500/500. |
| 24 | Голубевка             | деревня      | Получено слишком много сущностей из Викиданные. Количество загруженных сущностей: 500/500. |
| 25 | Гудаловка             | деревня      | Получено слишком много сущностей из Викиданные. Количество загруженных сущностей: 500/500. |
| 26 | Дерновка              | деревня      | Получено слишком много сущностей из Викиданные. Количество загруженных сущностей: 500/500. |
| 27 | Дерновка              | деревня      | Получено слишком много сущностей из Викиданные. Количество загруженных сущностей: 500/500. |
| 28 | Дмитриевка            | деревня      | Получено слишком много сущностей из Викиданные. Количество загруженных сущностей: 500/500. |
| 29 | Долгое                | село         | Получено слишком много сущностей из Викиданные. Количество загруженных сущностей: 500/500. |
| 30 | Екатериновка          | деревня      | Получено слишком много сущностей из Викиданные. Количество загруженных сущностей: 500/500. |
| 31 | Елецкий               | посёлок      | Получено слишком много сущностей из Викиданные. Количество загруженных сущностей: 500/500. |
| 32 | Ериловка              | село         | Получено слишком много сущностей из Викиданные. Количество загруженных сущностей: 500/500. |
| 33 | Задонье               | село         | Получено слишком много сущностей из Викиданные. Количество загруженных сущностей: 500/500. |
| 34 | Задоньевский          | посёлок      | Получено слишком много сущностей из Викиданные. Количество загруженных сущностей: 500/500. |
| 35 | Зыбинка               | деревня      | Получено слишком много сущностей из Викиданные. Количество загруженных сущностей: 500/500. |
| 36 | Ивановка              | деревня      | Получено слишком много сущностей из Викиданные. Количество загруженных сущностей: 500/500. |
| 37 | Ивановка              | деревня      | Получено слишком много сущностей из Викиданные. Количество загруженных сущностей: 500/500. |
| 38 | Ивлевка               | деревня      | Получено слишком много сущностей из Викиданные. Количество загруженных сущностей: 500/500. |
| 39 | Ильинка               | деревня      | Получено слишком много сущностей из Викиданные. Количество загруженных сущностей: 500/500. |
| 40 | Казаки                | село         | Получено слишком много сущностей из Викиданные. Количество загруженных сущностей: 500/500. |
| 41 | Казинка               | деревня      | Получено слишком много сущностей из Викиданные. Количество загруженных сущностей: 500/500. |
| 42 | Каменское             | село         | Получено слишком много сущностей из Викиданные. Количество загруженных сущностей: 500/500. |
| 43 | Касимовка             | деревня      | Получено слишком много сущностей из Викиданные. Количество загруженных сущностей: 500/500. |
| 44 | Ключ Жизни            | посёлок      | Получено слишком много сущностей из Викиданные. Количество загруженных сущностей: 500/500. |
| 45 | Кожуховка             | деревня      | Получено слишком много сущностей из Викиданные. Количество загруженных сущностей: 500/500. |
| 46 | Колосовка             | деревня      | Получено слишком много сущностей из Викиданные. Количество загруженных сущностей: 500/500. |
| 47 | Комбаровка            | деревня      | Получено слишком много сущностей из Викиданные. Количество загруженных сущностей: 500/500. |
| 48 | Красный Куст          | посёлок      | Получено слишком много сущностей из Викиданные. Количество загруженных сущностей: 500/500. |
| 49 | Красный Октябрь       | посёлок      | Получено слишком много сущностей из Викиданные. Количество загруженных сущностей: 500/500. |
| 50 | Красный Октябрь       | посёлок      | Получено слишком много сущностей из Викиданные. Количество загруженных сущностей: 500/500. |
| 51 | Красный Хутор         | деревня      | Получено слишком много сущностей из Викиданные. Количество загруженных сущностей: 500/500. |
| 52 | Крутое                | село         | Получено слишком много сущностей из Викиданные. Количество загруженных сущностей: 500/500. |
| 53 | Лавы                  | село         | Получено слишком много сущностей из Викиданные. Количество загруженных сущностей: 500/500. |
| 54 | Ламская               | деревня      | Получено слишком много сущностей из Викиданные. Количество загруженных сущностей: 500/500. |
| 55 | Лукошкино             | деревня      | Получено слишком много сущностей из Викиданные. Количество загруженных сущностей: 500/500. |
| 56 | Малая Боевка          | село         | Получено слишком много сущностей из Викиданные. Количество загруженных сущностей: 500/500. |
| 57 | Малая Суворовка       | деревня      | Получено слишком много сущностей из Викиданные. Количество загруженных сущностей: 500/500. |
| 58 | Малые Извалы          | деревня      | Получено слишком много сущностей из Викиданные. Количество загруженных сущностей: 500/500. |
| 59 | Марчуки               | деревня      | Получено слишком много сущностей из Викиданные. Количество загруженных сущностей: 500/500. |
| 60 | Маяк                  | посёлок      | Получено слишком много сущностей из Викиданные. Количество загруженных сущностей: 500/500. |
| 61 | Михайловка            | деревня      | Получено слишком много сущностей из Викиданные. Количество загруженных сущностей: 500/500. |
| 62 | Нетсево               | деревня      | Получено слишком много сущностей из Викиданные. Количество загруженных сущностей: 500/500. |
| 63 | Нижний Воргол         | село         | Получено слишком много сущностей из Викиданные. Количество загруженных сущностей: 500/500. |
| 64 | Николаевка            | деревня      | Получено слишком много сущностей из Викиданные. Количество загруженных сущностей: 500/500. |
| 65 | Новый Ольшанец        | село         | Получено слишком много сущностей из Викиданные. Количество загруженных сущностей: 500/500. |
| 66 | Ольховец              | село         | Получено слишком много сущностей из Викиданные. Количество загруженных сущностей: 500/500. |
| 67 | Пажень                | деревня      | Получено слишком много сущностей из Викиданные. Количество загруженных сущностей: 500/500. |
| 68 | Пажень                | ж.д. станция | Получено слишком много сущностей из Викиданные. Количество загруженных сущностей: 500/500. |
| 69 | Паниковец             | село         | Получено слишком много сущностей из Викиданные. Количество загруженных сущностей: 500/500. |
| 70 | Петровские Круги      | деревня      | Получено слишком много сущностей из Викиданные. Количество загруженных сущностей: 500/500. |
| 71 | Пищулино              | село         | Получено слишком много сущностей из Викиданные. Количество загруженных сущностей: 500/500. |
| 72 | Поповка               | деревня      | Получено слишком много сущностей из Викиданные. Количество загруженных сущностей: 500/500. |
| 73 | Приречье              | деревня      | Получено слишком много сущностей из Викиданные. Количество загруженных сущностей: 500/500. |
| 74 | Рогатово              | село         | Получено слишком много сущностей из Викиданные. Количество загруженных сущностей: 500/500. |
| 75 | Рудневка              | деревня      | Получено слишком много сущностей из Викиданные. Количество загруженных сущностей: 500/500. |
| 76 | Рябинка               | деревня      | Получено слишком много сущностей из Викиданные. Количество загруженных сущностей: 500/500. |
| 77 | Рябинки               | село         | Получено слишком много сущностей из Викиданные. Количество загруженных сущностей: 500/500. |
| 78 | Сазыкино              | деревня      | Получено слишком много сущностей из Викиданные. Количество загруженных сущностей: 500/500. |
| 79 | Сахаровка             | деревня      | Получено слишком много сущностей из Викиданные. Количество загруженных сущностей: 500/500. |
| 80 | Свидеровка            | деревня      | Получено слишком много сущностей из Викиданные. Количество загруженных сущностей: 500/500. |
| 81 | Семичастное           | деревня      | Получено слишком много сущностей из Викиданные. Количество загруженных сущностей: 500/500. |
| 82 | Слободка              | деревня      | Получено слишком много сущностей из Викиданные. Количество загруженных сущностей: 500/500. |
| 83 | Соколье               | посёлок      | Получено слишком много сущностей из Викиданные. Количество загруженных сущностей: 500/500. |
| 84 | Солидарность          | посёлок      | Получено слишком много сущностей из Викиданные. Количество загруженных сущностей: 500/500. |
| 85 | Сосенка               | деревня      | Получено слишком много сущностей из Викиданные. Количество загруженных сущностей: 500/500. |
| 86 | Суворовка             | деревня      | Получено слишком много сущностей из Викиданные. Количество загруженных сущностей: 500/500. |
| 87 | Талица                | село         | Получено слишком много сущностей из Викиданные. Количество загруженных сущностей: 500/500. |
| 88 | Танеевка              | деревня      | Получено слишком много сущностей из Викиданные. Количество загруженных сущностей: 500/500. |
| 89 | Телегино              | ж.д. станция | Получено слишком много сущностей из Викиданные. Количество загруженных сущностей: 500/500. |
| 90 | Трубицино             | деревня      | Получено слишком много сущностей из Викиданные. Количество загруженных сущностей: 500/500. |
| 91 | Урывки                | деревня      | Получено слишком много сущностей из Викиданные. Количество загруженных сущностей: 500/500. |
| 92 | Успенка               | деревня      | Получено слишком много сущностей из Викиданные. Количество загруженных сущностей: 500/500. |
| 93 | Хитрово               | ж.д. станция | Получено слишком много сущностей из Викиданные. Количество загруженных сущностей: 500/500. |
| 94 | Хмелевое              | деревня      | Получено слишком много сущностей из Викиданные. Количество загруженных сущностей: 500/500. |
| 95 | Хмелинец              | деревня      | Получено слишком много сущностей из Викиданные. Количество загруженных сущностей: 500/500. |
| 96 | Черкасские Дворики    | деревня      | Получено слишком много сущностей из Викиданные. Количество загруженных сущностей: 500/500. |
| 97 | Черкассы              | село         | Получено слишком много сущностей из Викиданные. Количество загруженных сущностей: 500/500. |
| 98 | Чернышевка            | деревня      | Получено слишком много сущностей из Викиданные. Количество загруженных сущностей: 500/500. |
| 99 | Чибисовка             | деревня      | Получено слишком много сущностей из Викиданные. Количество загруженных сущностей: 500/500. |

### Задонский
| №   | Населённый пункт     | Тип          | Население                                                                                   |
| --- | -------------------- | ------------ | ------------------------------------------------------------------------------------------- |
| 1   | Алексеевка           | деревня      | Получено слишком много сущностей из Викиданные. Количество загруженных сущностей: 500/500.  |
| 2   | Алексеевка           | деревня      | Получено слишком много сущностей из Викиданные. Количество загруженных сущностей: 500/500.  |
| 3   | Алексеевка           | деревня      | Получено слишком много сущностей из Викиданные. Количество загруженных сущностей: 500/500.  |
| 4   | Алисово              | село         | Получено слишком много сущностей из Викиданные. Количество загруженных сущностей: 500/500.  |
| 5   | Анненка              | деревня      | Получено слишком много сущностей из Викиданные. Количество загруженных сущностей: 500/500.  |
| 6   | Апухтино             | деревня      | Получено слишком много сущностей из Викиданные. Количество загруженных сущностей: 500/500.  |
| 7   | Архангельское        | село         | Получено слишком много сущностей из Викиданные. Количество загруженных сущностей: 500/500.  |
| 8   | Балахна              | село         | Получено слишком много сущностей из Викиданные. Количество загруженных сущностей: 500/500.  |
| 9   | Барымовка            | деревня      | Получено слишком много сущностей из Викиданные. Количество загруженных сущностей: 500/500.  |
| 10  | Бехтеевка            | деревня      | Получено слишком много сущностей из Викиданные. Количество загруженных сущностей: 500/500.  |
| 11  | Бехтеевка            | деревня      | Получено слишком много сущностей из Викиданные. Количество загруженных сущностей: 500/500.  |
| 12  | Болховское           | село         | Получено слишком много сущностей из Викиданные. Количество загруженных сущностей: 500/500.  |
| 13  | Большое Панарино     | деревня      | Получено слишком много сущностей из Викиданные. Количество загруженных сущностей: 500/500.  |
| 14  | Борки                | деревня      | Получено слишком много сущностей из Викиданные. Количество загруженных сущностей: 500/500.  |
| 15  | Бутырки              | село         | Получено слишком много сущностей из Викиданные. Количество загруженных сущностей: 500/500.  |
| 16  | Верхнее Казачье      | село         | Получено слишком много сущностей из Викиданные. Количество загруженных сущностей: 500/500.  |
| 17  | Верхний Студенец     | село         | Получено слишком много сущностей из Викиданные. Количество загруженных сущностей: 500/500.  |
| 18  | Весёлое              | деревня      | Получено слишком много сущностей из Викиданные. Количество загруженных сущностей: 500/500.  |
| 19  | Владимировка         | деревня      | Получено слишком много сущностей из Викиданные. Количество загруженных сущностей: 500/500.  |
| 20  | Вороново             | деревня      | Получено слишком много сущностей из Викиданные. Количество загруженных сущностей: 500/500.  |
| 21  | Гагарино             | село         | Получено слишком много сущностей из Викиданные. Количество загруженных сущностей: 500/500.  |
| 22  | Галичья Гора         | деревня      | Получено слишком много сущностей из Викиданные. Количество загруженных сущностей: 500/500.  |
| 23  | Гнилуша              | село         | Получено слишком много сущностей из Викиданные. Количество загруженных сущностей: 500/500.  |
| 24  | Гудовка              | деревня      | Получено слишком много сущностей из Викиданные. Количество загруженных сущностей: 500/500.  |
| 25  | Даньшино             | деревня      | Получено слишком много сущностей из Викиданные. Количество загруженных сущностей: 500/500.  |
| 26  | Дегтевое             | село         | Получено слишком много сущностей из Викиданные. Количество загруженных сущностей: 500/500.  |
| 27  | Дмитриевка           | деревня      | Получено слишком много сущностей из Викиданные. Количество загруженных сущностей: 500/500.  |
| 28  | Дон                  | ж.д. станция | Получено слишком много сущностей из Викиданные. Количество загруженных сущностей: 500/500.  |
| 29  | Донское              | село         | Получено слишком много сущностей из Викиданные. Количество загруженных сущностей: 500/500.  |
| 30  | Донское 1-е          | село         | Получено слишком много сущностей из Викиданные. Количество загруженных сущностей: 500/500.] |
| 31  | Донское 2-е          | село         | Получено слишком много сущностей из Викиданные. Количество загруженных сущностей: 500/500.] |
| 32  | Донской Рудник       | посёлок      | Получено слишком много сущностей из Викиданные. Количество загруженных сущностей: 500/500.  |
| 33  | Задонск              | город        | Получено слишком много сущностей из Викиданные. Количество загруженных сущностей: 500/500.  |
| 34  | Замятино             | село         | Получено слишком много сущностей из Викиданные. Количество загруженных сущностей: 500/500.  |
| 35  | Заречный Репец       | деревня      | Получено слишком много сущностей из Викиданные. Количество загруженных сущностей: 500/500.  |
| 36  | Заря                 | деревня      | Получено слишком много сущностей из Викиданные. Количество загруженных сущностей: 500/500.  |
| 37  | Засновка             | деревня      | Получено слишком много сущностей из Викиданные. Количество загруженных сущностей: 500/500.  |
| 38  | Затишье              | деревня      | Получено слишком много сущностей из Викиданные. Количество загруженных сущностей: 500/500.  |
| 39  | Знаменка             | деревня      | Получено слишком много сущностей из Викиданные. Количество загруженных сущностей: 500/500.  |
| 40  | Знобиловка           | деревня      | Получено слишком много сущностей из Викиданные. Количество загруженных сущностей: 500/500.  |
| 41  | Казинка              | деревня      | Получено слишком много сущностей из Викиданные. Количество загруженных сущностей: 500/500.  |
| 42  | Казино               | село         | Получено слишком много сущностей из Викиданные. Количество загруженных сущностей: 500/500.  |
| 43  | Калабино             | село         | Получено слишком много сущностей из Викиданные. Количество загруженных сущностей: 500/500.  |
| 44  | Калинино             | село         | Получено слишком много сущностей из Викиданные. Количество загруженных сущностей: 500/500.] |
| 45  | Каменка              | село         | Получено слишком много сущностей из Викиданные. Количество загруженных сущностей: 500/500.  |
| 46  | Камышевка            | село         | Получено слишком много сущностей из Викиданные. Количество загруженных сущностей: 500/500.  |
| 47  | Карлова Гора         | деревня      | Получено слишком много сущностей из Викиданные. Количество загруженных сущностей: 500/500.  |
| 48  | Кашары               | село         | Получено слишком много сущностей из Викиданные. Количество загруженных сущностей: 500/500.  |
| 49  | Колесово 1-е         | деревня      | Получено слишком много сущностей из Викиданные. Количество загруженных сущностей: 500/500.  |
| 50  | Колесово 2-е         | деревня      | Получено слишком много сущностей из Викиданные. Количество загруженных сущностей: 500/500.  |
| 51  | Колодезная           | деревня      | Получено слишком много сущностей из Викиданные. Количество загруженных сущностей: 500/500.  |
| 52  | Колодезское          | посёлок      | Получено слишком много сущностей из Викиданные. Количество загруженных сущностей: 500/500.  |
| 53  | Котлеевка            | деревня      | Получено слишком много сущностей из Викиданные. Количество загруженных сущностей: 500/500.  |
| 54  | Крутой Верх          | деревня      | Получено слишком много сущностей из Викиданные. Количество загруженных сущностей: 500/500.  |
| 55  | Крюково              | деревня      | Получено слишком много сущностей из Викиданные. Количество загруженных сущностей: 500/500.  |
| 56  | Ксизово              | село         | Получено слишком много сущностей из Викиданные. Количество загруженных сущностей: 500/500.  |
| 57  | Лашина Дача          | деревня      | Получено слишком много сущностей из Викиданные. Количество загруженных сущностей: 500/500.] |
| 58  | Лебедево             | деревня      | Получено слишком много сущностей из Викиданные. Количество загруженных сущностей: 500/500.] |
| 59  | Ленинка              | деревня      | Получено слишком много сущностей из Викиданные. Количество загруженных сущностей: 500/500.  |
| 60  | Ливенская            | деревня      | Получено слишком много сущностей из Викиданные. Количество загруженных сущностей: 500/500.  |
| 61  | Липовка              | село         | Получено слишком много сущностей из Викиданные. Количество загруженных сущностей: 500/500.  |
| 62  | Лозовая              | деревня      | Получено слишком много сущностей из Викиданные. Количество загруженных сущностей: 500/500.  |
| 63  | Локтево              | деревня      | Получено слишком много сущностей из Викиданные. Количество загруженных сущностей: 500/500.  |
| 64  | Лукошкинский         | посёлок      | Получено слишком много сущностей из Викиданные. Количество загруженных сущностей: 500/500.  |
| 65  | Малое Панарино       | деревня      | Получено слишком много сущностей из Викиданные. Количество загруженных сущностей: 500/500.  |
| 66  | Марьино              | деревня      | Получено слишком много сущностей из Викиданные. Количество загруженных сущностей: 500/500.  |
| 67  | Матюшкино            | деревня      | Получено слишком много сущностей из Викиданные. Количество загруженных сущностей: 500/500.  |
| 68  | Мирное               | село         | Получено слишком много сущностей из Викиданные. Количество загруженных сущностей: 500/500.  |
| 69  | Мирный               | посёлок      | Получено слишком много сущностей из Викиданные. Количество загруженных сущностей: 500/500.] |
| 70  | Миролюбовка          | деревня      | Получено слишком много сущностей из Викиданные. Количество загруженных сущностей: 500/500.  |
| 71  | Мухино               | деревня      | Получено слишком много сущностей из Викиданные. Количество загруженных сущностей: 500/500.  |
| 72  | Невежеколодезное     | деревня      | Получено слишком много сущностей из Викиданные. Количество загруженных сущностей: 500/500.  |
| 73  | Немерзь              | деревня      | Получено слишком много сущностей из Викиданные. Количество загруженных сущностей: 500/500.  |
| 74  | Нережа               | село         | Получено слишком много сущностей из Викиданные. Количество загруженных сущностей: 500/500.  |
| 75  | Нечаевка             | деревня      | Получено слишком много сущностей из Викиданные. Количество загруженных сущностей: 500/500.  |
| 76  | Нечаево              | деревня      | Получено слишком много сущностей из Викиданные. Количество загруженных сущностей: 500/500.  |
| 77  | Нижнее Казачье       | село         | Получено слишком много сущностей из Викиданные. Количество загруженных сущностей: 500/500.  |
| 78  | Никольское           | село         | Получено слишком много сущностей из Викиданные. Количество загруженных сущностей: 500/500.  |
| 79  | Новая Воскресеновка  | деревня      | Получено слишком много сущностей из Викиданные. Количество загруженных сущностей: 500/500.  |
| 80  | Новопокровка         | деревня      | Получено слишком много сущностей из Викиданные. Количество загруженных сущностей: 500/500.  |
| 81  | Новоселье            | деревня      | Получено слишком много сущностей из Викиданные. Количество загруженных сущностей: 500/500.  |
| 82  | Ольшанец             | село         | Получено слишком много сущностей из Викиданные. Количество загруженных сущностей: 500/500.  |
| 83  | Освобождение         | посёлок      | Получено слишком много сущностей из Викиданные. Количество загруженных сущностей: 500/500.  |
| 84  | Павловка             | деревня      | Получено слишком много сущностей из Викиданные. Количество загруженных сущностей: 500/500.  |
| 85  | Паниковец            | село         | Получено слишком много сущностей из Викиданные. Количество загруженных сущностей: 500/500.  |
| 86  | Патриаршая           | ж.д. станция | Получено слишком много сущностей из Викиданные. Количество загруженных сущностей: 500/500.  |
| 87  | Петрово              | деревня      | Получено слишком много сущностей из Викиданные. Количество загруженных сущностей: 500/500.  |
| 88  | Писаревка            | деревня      | Получено слишком много сущностей из Викиданные. Количество загруженных сущностей: 500/500.  |
| 89  | Полибино             | деревня      | Получено слишком много сущностей из Викиданные. Количество загруженных сущностей: 500/500.  |
| 90  | Поповка              | деревня      | Получено слишком много сущностей из Викиданные. Количество загруженных сущностей: 500/500.  |
| 91  | Проходня             | деревня      | Получено слишком много сущностей из Викиданные. Количество загруженных сущностей: 500/500.  |
| 92  | Репец                | село         | Получено слишком много сущностей из Викиданные. Количество загруженных сущностей: 500/500.  |
| 93  | Ржавец               | село         | Получено слишком много сущностей из Викиданные. Количество загруженных сущностей: 500/500.  |
| 94  | Рогожино             | село         | Получено слишком много сущностей из Викиданные. Количество загруженных сущностей: 500/500.  |
| 95  | Рублевка             | деревня      | Получено слишком много сущностей из Викиданные. Количество загруженных сущностей: 500/500.  |
| 96  | Секретаровка         | деревня      | Получено слишком много сущностей из Викиданные. Количество загруженных сущностей: 500/500.  |
| 97  | Семёновка            | деревня      | Получено слишком много сущностей из Викиданные. Количество загруженных сущностей: 500/500.  |
| 98  | Сергиевка            | деревня      | Получено слишком много сущностей из Викиданные. Количество загруженных сущностей: 500/500.  |
| 99  | Синявка              | деревня      | Получено слишком много сущностей из Викиданные. Количество загруженных сущностей: 500/500.  |
| 100 | Скорняково           | село         | Получено слишком много сущностей из Викиданные. Количество загруженных сущностей: 500/500.] |
| 101 | Соловьёвка           | деревня      | Получено слишком много сущностей из Викиданные. Количество загруженных сущностей: 500/500.  |
| 102 | Софиевка             | деревня      | Получено слишком много сущностей из Викиданные. Количество загруженных сущностей: 500/500.  |
| 103 | Старая Воскресеновка | деревня      | Получено слишком много сущностей из Викиданные. Количество загруженных сущностей: 500/500.  |
| 104 | Степановка           | деревня      | Получено слишком много сущностей из Викиданные. Количество загруженных сущностей: 500/500.  |
| 105 | Страховка            | деревня      | Получено слишком много сущностей из Викиданные. Количество загруженных сущностей: 500/500.  |
| 106 | Студеновка           | деревня      | Получено слишком много сущностей из Викиданные. Количество загруженных сущностей: 500/500.  |
| 107 | Сцепное              | село         | Получено слишком много сущностей из Викиданные. Количество загруженных сущностей: 500/500.  |
| 108 | Тешевка              | деревня      | Получено слишком много сущностей из Викиданные. Количество загруженных сущностей: 500/500.  |
| 109 | Тимирязев            | посёлок      | Получено слишком много сущностей из Викиданные. Количество загруженных сущностей: 500/500.  |
| 110 | Тростяное            | село         | Получено слишком много сущностей из Викиданные. Количество загруженных сущностей: 500/500.] |
| 111 | Туляны               | деревня      | Получено слишком много сущностей из Викиданные. Количество загруженных сущностей: 500/500.  |
| 112 | Тюнино               | село         | Получено слишком много сущностей из Викиданные. Количество загруженных сущностей: 500/500.  |
| 113 | Улусарка             | ж.д. станция | Получено слишком много сущностей из Викиданные. Количество загруженных сущностей: 500/500.  |
| 114 | Успеновка            | деревня      | Получено слишком много сущностей из Викиданные. Количество загруженных сущностей: 500/500.  |
| 115 | Уткино               | село         | Получено слишком много сущностей из Викиданные. Количество загруженных сущностей: 500/500.  |
| 116 | Фаустово             | деревня      | Получено слишком много сущностей из Викиданные. Количество загруженных сущностей: 500/500.] |
| 117 | Хмелинец             | село         | Получено слишком много сущностей из Викиданные. Количество загруженных сущностей: 500/500.  |
| 118 | Черниговка           | село         | Получено слишком много сущностей из Викиданные. Количество загруженных сущностей: 500/500.  |
| 119 | Чёрный Колодезь      | деревня      | Получено слишком много сущностей из Викиданные. Количество загруженных сущностей: 500/500.] |
| 120 | Шубинка              | деревня      | Получено слишком много сущностей из Викиданные. Количество загруженных сущностей: 500/500.  |
| 121 | Южевка               | деревня      | Получено слишком много сущностей из Викиданные. Количество загруженных сущностей: 500/500.  |
| 122 | Юрьево               | село         | Получено слишком много сущностей из Викиданные. Количество загруженных сущностей: 500/500.  |
| 123 | Яблоново             | село         | Получено слишком много сущностей из Викиданные. Количество загруженных сущностей: 500/500.  |

### Измалковский
| №   | Населённый пункт      | Тип          | Население                                                                                  |
| --- | --------------------- | ------------ | ------------------------------------------------------------------------------------------ |
| 1   | Архангельское 1-е     | деревня      | Получено слишком много сущностей из Викиданные. Количество загруженных сущностей: 500/500. |
| 2   | Архангельское 2-е     | деревня      | Получено слишком много сущностей из Викиданные. Количество загруженных сущностей: 500/500. |
| 3   | Асламово              | село         | Получено слишком много сущностей из Викиданные. Количество загруженных сущностей: 500/500. |
| 4   | Афанасьево            | село         | Получено слишком много сущностей из Викиданные. Количество загруженных сущностей: 500/500. |
| 5   | Ачкасова              | деревня      | Получено слишком много сущностей из Викиданные. Количество загруженных сущностей: 500/500. |
| 6   | Бандуровка            | деревня      | Получено слишком много сущностей из Викиданные. Количество загруженных сущностей: 500/500. |
| 7   | Барановка             | деревня      | Получено слишком много сущностей из Викиданные. Количество загруженных сущностей: 500/500. |
| 8   | Бараново              | деревня      | Получено слишком много сущностей из Викиданные. Количество загруженных сущностей: 500/500. |
| 9   | Бахтияровка           | деревня      | Получено слишком много сущностей из Викиданные. Количество загруженных сущностей: 500/500. |
| 10  | Бережки               | деревня      | Получено слишком много сущностей из Викиданные. Количество загруженных сущностей: 500/500. |
| 11  | Бухолдино             | хутор        | Получено слишком много сущностей из Викиданные. Количество загруженных сущностей: 500/500. |
| 12  | Быково                | село         | Получено слишком много сущностей из Викиданные. Количество загруженных сущностей: 500/500. |
| 13  | Васильевка            | село         | Получено слишком много сущностей из Викиданные. Количество загруженных сущностей: 500/500. |
| 14  | Васильевка            | деревня      | Получено слишком много сущностей из Викиданные. Количество загруженных сущностей: 500/500. |
| 15  | Власово               | село         | Получено слишком много сущностей из Викиданные. Количество загруженных сущностей: 500/500. |
| 16  | Володарского          | посёлок      | Получено слишком много сущностей из Викиданные. Количество загруженных сущностей: 500/500. |
| 17  | Воргол                | деревня      | Получено слишком много сущностей из Викиданные. Количество загруженных сущностей: 500/500. |
| 18  | Вязьма                | деревня      | Получено слишком много сущностей из Викиданные. Количество загруженных сущностей: 500/500. |
| 19  | Галинка               | деревня      | Получено слишком много сущностей из Викиданные. Количество загруженных сущностей: 500/500. |
| 20  | Гниловоды             | село         | Получено слишком много сущностей из Викиданные. Количество загруженных сущностей: 500/500. |
| 21  | Денисово              | деревня      | Получено слишком много сущностей из Викиданные. Количество загруженных сущностей: 500/500. |
| 22  | Домовины              | село         | Получено слишком много сущностей из Викиданные. Количество загруженных сущностей: 500/500. |
| 23  | Дубки                 | деревня      | Получено слишком много сущностей из Викиданные. Количество загруженных сущностей: 500/500. |
| 24  | Жадовка               | деревня      | Получено слишком много сущностей из Викиданные. Количество загруженных сущностей: 500/500. |
| 25  | Жилое                 | село         | Получено слишком много сущностей из Викиданные. Количество загруженных сущностей: 500/500. |
| 26  | Заречье               | посёлок      | Получено слишком много сущностей из Викиданные. Количество загруженных сущностей: 500/500. |
| 27  | Заречье-Александровка | деревня      | Получено слишком много сущностей из Викиданные. Количество загруженных сущностей: 500/500. |
| 28  | Заря                  | посёлок      | Получено слишком много сущностей из Викиданные. Количество загруженных сущностей: 500/500. |
| 29  | Знаменка              | деревня      | Получено слишком много сущностей из Викиданные. Количество загруженных сущностей: 500/500. |
| 30  | Знаменское            | село         | Получено слишком много сущностей из Викиданные. Количество загруженных сущностей: 500/500. |
| 31  | Иваницкое-Троицкое    | деревня      | Получено слишком много сущностей из Викиданные. Количество загруженных сущностей: 500/500. |
| 32  | Ивановка              | деревня      | Получено слишком много сущностей из Викиданные. Количество загруженных сущностей: 500/500. |
| 33  | Ивановка              | деревня      | Получено слишком много сущностей из Викиданные. Количество загруженных сущностей: 500/500. |
| 34  | Измалково             | село         | Получено слишком много сущностей из Викиданные. Количество загруженных сущностей: 500/500. |
| 35  | Казаковка             | деревня      | Получено слишком много сущностей из Викиданные. Количество загруженных сущностей: 500/500. |
| 36  | Казеево               | деревня      | Получено слишком много сущностей из Викиданные. Количество загруженных сущностей: 500/500. |
| 37  | Калиновка             | деревня      | Получено слишком много сущностей из Викиданные. Количество загруженных сущностей: 500/500. |
| 38  | Каменка               | деревня      | Получено слишком много сущностей из Викиданные. Количество загруженных сущностей: 500/500. |
| 39  | Квитки                | деревня      | Получено слишком много сущностей из Викиданные. Количество загруженных сущностей: 500/500. |
| 40  | Колосовка             | деревня      | Получено слишком много сущностей из Викиданные. Количество загруженных сущностей: 500/500. |
| 41  | Кошкино               | деревня      | Получено слишком много сущностей из Викиданные. Количество загруженных сущностей: 500/500. |
| 42  | Кудияровка 1-я        | деревня      | Получено слишком много сущностей из Викиданные. Количество загруженных сущностей: 500/500. |
| 43  | Кудияровка 2-я        | деревня      | Получено слишком много сущностей из Викиданные. Количество загруженных сущностей: 500/500. |
| 44  | Курасовка             | деревня      | Получено слишком много сущностей из Викиданные. Количество загруженных сущностей: 500/500. |
| 45  | Лебяжье               | село         | Получено слишком много сущностей из Викиданные. Количество загруженных сущностей: 500/500. |
| 46  | Лобановка             | деревня      | Получено слишком много сущностей из Викиданные. Количество загруженных сущностей: 500/500. |
| 47  | Лопатино              | ж.д. станция | Получено слишком много сущностей из Викиданные. Количество загруженных сущностей: 500/500. |
| 48  | Луговая               | деревня      | Получено слишком много сущностей из Викиданные. Количество загруженных сущностей: 500/500. |
| 49  | Лутовиновка           | деревня      | Получено слишком много сущностей из Викиданные. Количество загруженных сущностей: 500/500. |
| 50  | Майоровка             | деревня      | Получено слишком много сущностей из Викиданные. Количество загруженных сущностей: 500/500. |
| 51  | Малая Чернава         | деревня      | Получено слишком много сущностей из Викиданные. Количество загруженных сущностей: 500/500. |
| 52  | Марково               | деревня      | Получено слишком много сущностей из Викиданные. Количество загруженных сущностей: 500/500. |
| 53  | Матвеевка             | деревня      | Получено слишком много сущностей из Викиданные. Количество загруженных сущностей: 500/500. |
| 54  | Мезиново              | деревня      | Получено слишком много сущностей из Викиданные. Количество загруженных сущностей: 500/500. |
| 55  | Метелкино             | деревня      | Получено слишком много сущностей из Викиданные. Количество загруженных сущностей: 500/500. |
| 56  | Мокрый Семенёк        | деревня      | Получено слишком много сущностей из Викиданные. Количество загруженных сущностей: 500/500. |
| 57  | Мульгино              | деревня      | Получено слишком много сущностей из Викиданные. Количество загруженных сущностей: 500/500. |
| 58  | Муромцево             | деревня      | Получено слишком много сущностей из Викиданные. Количество загруженных сущностей: 500/500. |
| 59  | Мягкое                | село         | Получено слишком много сущностей из Викиданные. Количество загруженных сущностей: 500/500. |
| 60  | Недоходовка           | деревня      | Получено слишком много сущностей из Викиданные. Количество загруженных сущностей: 500/500. |
| 61  | Николаевка            | деревня      | Получено слишком много сущностей из Викиданные. Количество загруженных сущностей: 500/500. |
| 62  | Николаевка            | деревня      | Получено слишком много сущностей из Викиданные. Количество загруженных сущностей: 500/500. |
| 63  | Никольское            | деревня      | Получено слишком много сущностей из Викиданные. Количество загруженных сущностей: 500/500. |
| 64  | Никольское 2-е        | деревня      | Получено слишком много сущностей из Викиданные. Количество загруженных сущностей: 500/500. |
| 65  | Новая                 | деревня      | Получено слишком много сущностей из Викиданные. Количество загруженных сущностей: 500/500. |
| 66  | Оберец                | село         | Получено слишком много сущностей из Викиданные. Количество загруженных сущностей: 500/500. |
| 67  | Осиново               | деревня      | Получено слишком много сущностей из Викиданные. Количество загруженных сущностей: 500/500. |
| 68  | Островки              | деревня      | Получено слишком много сущностей из Викиданные. Количество загруженных сущностей: 500/500. |
| 69  | Павловка              | деревня      | Получено слишком много сущностей из Викиданные. Количество загруженных сущностей: 500/500. |
| 70  | Панкратовка           | деревня      | Получено слишком много сущностей из Викиданные. Количество загруженных сущностей: 500/500. |
| 71  | Первомайский          | посёлок      | Получено слишком много сущностей из Викиданные. Количество загруженных сущностей: 500/500. |
| 72  | Петровское            | село         | Получено слишком много сущностей из Викиданные. Количество загруженных сущностей: 500/500. |
| 73  | Пироговка             | деревня      | Получено слишком много сущностей из Викиданные. Количество загруженных сущностей: 500/500. |
| 74  | Пожарово              | село         | Получено слишком много сущностей из Викиданные. Количество загруженных сущностей: 500/500. |
| 75  | Полевые Локотцы       | село         | Получено слишком много сущностей из Викиданные. Количество загруженных сущностей: 500/500. |
| 76  | Пономарево            | село         | Получено слишком много сущностей из Викиданные. Количество загруженных сущностей: 500/500. |
| 77  | Поныровка             | деревня      | Получено слишком много сущностей из Викиданные. Количество загруженных сущностей: 500/500. |
| 78  | Предтечево            | село         | Получено слишком много сущностей из Викиданные. Количество загруженных сущностей: 500/500. |
| 79  | Преображенка          | деревня      | Получено слишком много сущностей из Викиданные. Количество загруженных сущностей: 500/500. |
| 80  | Преображенье          | село         | Получено слишком много сущностей из Викиданные. Количество загруженных сущностей: 500/500. |
| 81  | Пречистено            | село         | Получено слишком много сущностей из Викиданные. Количество загруженных сущностей: 500/500. |
| 82  | Привольный            | посёлок      | Получено слишком много сущностей из Викиданные. Количество загруженных сущностей: 500/500. |
| 83  | Прилепы               | деревня      | Получено слишком много сущностей из Викиданные. Количество загруженных сущностей: 500/500. |
| 84  | Пушечниково           | деревня      | Получено слишком много сущностей из Викиданные. Количество загруженных сущностей: 500/500. |
| 85  | Пятницкое             | село         | Получено слишком много сущностей из Викиданные. Количество загруженных сущностей: 500/500. |
| 86  | Рассвет               | посёлок      | Получено слишком много сущностей из Викиданные. Количество загруженных сущностей: 500/500. |
| 87  | Ребриково             | деревня      | Получено слишком много сущностей из Викиданные. Количество загруженных сущностей: 500/500. |
| 88  | Редькино              | деревня      | Получено слишком много сущностей из Викиданные. Количество загруженных сущностей: 500/500. |
| 89  | Ровенка               | село         | Получено слишком много сущностей из Викиданные. Количество загруженных сущностей: 500/500. |
| 90  | Ромашковка            | деревня      | Получено слишком много сущностей из Викиданные. Количество загруженных сущностей: 500/500. |
| 91  | Сахаровка             | деревня      | Получено слишком много сущностей из Викиданные. Количество загруженных сущностей: 500/500. |
| 92  | Семенецкий            | хутор        | Получено слишком много сущностей из Викиданные. Количество загруженных сущностей: 500/500. |
| 93  | Сергиевка             | деревня      | Получено слишком много сущностей из Викиданные. Количество загруженных сущностей: 500/500. |
| 94  | Сергиевка             | деревня      | Получено слишком много сущностей из Викиданные. Количество загруженных сущностей: 500/500. |
| 95  | Слобода               | село         | Получено слишком много сущностей из Викиданные. Количество загруженных сущностей: 500/500. |
| 96  | Слобода-Заречье       | деревня      | Получено слишком много сущностей из Викиданные. Количество загруженных сущностей: 500/500. |
| 97  | Снежково              | деревня      | Получено слишком много сущностей из Викиданные. Количество загруженных сущностей: 500/500. |
| 98  | Сосновая              | деревня      | Получено слишком много сущностей из Викиданные. Количество загруженных сущностей: 500/500. |
| 99  | Стаханово             | деревня      | Получено слишком много сущностей из Викиданные. Количество загруженных сущностей: 500/500. |
| 100 | Субботино             | деревня      | Получено слишком много сущностей из Викиданные. Количество загруженных сущностей: 500/500. |
| 101 | Сухой Семенёк         | деревня      | Получено слишком много сущностей из Викиданные. Количество загруженных сущностей: 500/500. |
| 102 | Тетеринка             | деревня      | Получено слишком много сущностей из Викиданные. Количество загруженных сущностей: 500/500. |
| 103 | Троицкое              | село         | Получено слишком много сущностей из Викиданные. Количество загруженных сущностей: 500/500. |
| 104 | Уварово-Гулидовка     | деревня      | Получено слишком много сущностей из Викиданные. Количество загруженных сущностей: 500/500. |
| 105 | Ульяновка             | деревня      | Получено слишком много сущностей из Викиданные. Количество загруженных сущностей: 500/500. |
| 106 | Федоровка             | деревня      | Получено слишком много сущностей из Викиданные. Количество загруженных сущностей: 500/500. |
| 107 | Хутор имени Ленина    | хутор        | Получено слишком много сущностей из Викиданные. Количество загруженных сущностей: 500/500. |
| 108 | Хухлово               | деревня      | Получено слишком много сущностей из Викиданные. Количество загруженных сущностей: 500/500. |
| 109 | Чаплыгино             | деревня      | Получено слишком много сущностей из Викиданные. Количество загруженных сущностей: 500/500. |
| 110 | Чермошное             | село         | Получено слишком много сущностей из Викиданные. Количество загруженных сущностей: 500/500. |
| 111 | Чернава               | село         | Получено слишком много сущностей из Викиданные. Количество загруженных сущностей: 500/500. |
| 112 | Черник                | село         | Получено слишком много сущностей из Викиданные. Количество загруженных сущностей: 500/500. |
| 113 | Черных                | хутор        | Получено слишком много сущностей из Викиданные. Количество загруженных сущностей: 500/500. |
| 114 | Шараповка             | деревня      | Получено слишком много сущностей из Викиданные. Количество загруженных сущностей: 500/500. |
| 115 | Шереметьево           | деревня      | Получено слишком много сущностей из Викиданные. Количество загруженных сущностей: 500/500. |
| 116 | Щербачевка            | деревня      | Получено слишком много сущностей из Викиданные. Количество загруженных сущностей: 500/500. |
| 117 | Языково               | деревня      | Получено слишком много сущностей из Викиданные. Количество загруженных сущностей: 500/500. |
| 118 | Ясенок                | деревня      | Получено слишком много сущностей из Викиданные. Количество загруженных сущностей: 500/500. |
| 119 | Ясенок 1-й            | деревня      | Получено слишком много сущностей из Викиданные. Количество загруженных сущностей: 500/500. |
| 120 | Ясенок 2-й            | деревня      | Получено слишком много сущностей из Викиданные. Количество загруженных сущностей: 500/500. |

### Краснинский
| №  | Населённый пункт     | Тип     | Население                                                                                  |
| -- | -------------------- | ------- | ------------------------------------------------------------------------------------------ |
| 1  | Александровка        | деревня | Получено слишком много сущностей из Викиданные. Количество загруженных сущностей: 500/500. |
| 2  | Александровка        | деревня | Получено слишком много сущностей из Викиданные. Количество загруженных сущностей: 500/500. |
| 3  | Архангельское        | село    | Получено слишком много сущностей из Викиданные. Количество загруженных сущностей: 500/500. |
| 4  | Бредихино            | село    | Получено слишком много сущностей из Викиданные. Количество загруженных сущностей: 500/500. |
| 5  | Бредихино            | деревня | Получено слишком много сущностей из Викиданные. Количество загруженных сущностей: 500/500. |
| 6  | Брянцево             | деревня | Получено слишком много сущностей из Викиданные. Количество загруженных сущностей: 500/500. |
| 7  | Васильевка           | деревня | Получено слишком много сущностей из Викиданные. Количество загруженных сущностей: 500/500. |
| 8  | Верхнедрезгалово     | село    | Получено слишком много сущностей из Викиданные. Количество загруженных сущностей: 500/500. |
| 9  | Верхнее Брусланово   | село    | Получено слишком много сущностей из Викиданные. Количество загруженных сущностей: 500/500. |
| 10 | Волтовской           | посёлок | Получено слишком много сущностей из Викиданные. Количество загруженных сущностей: 500/500. |
| 11 | Выглядовка           | деревня | Получено слишком много сущностей из Викиданные. Количество загруженных сущностей: 500/500. |
| 12 | Выползово            | деревня | Получено слишком много сущностей из Викиданные. Количество загруженных сущностей: 500/500. |
| 13 | Гололобово           | деревня | Получено слишком много сущностей из Викиданные. Количество загруженных сущностей: 500/500. |
| 14 | Гребенкино           | деревня |                                                                                            |
| 15 | Гудаловка            | село    | Получено слишком много сущностей из Викиданные. Количество загруженных сущностей: 500/500. |
| 16 | Дворики              | деревня | Получено слишком много сущностей из Викиданные. Количество загруженных сущностей: 500/500. |
| 17 | Дегтевая             | деревня | Получено слишком много сущностей из Викиданные. Количество загруженных сущностей: 500/500. |
| 18 | Дерновка             | деревня | Получено слишком много сущностей из Викиданные. Количество загруженных сущностей: 500/500. |
| 19 | Дмитриевка           | деревня | Получено слишком много сущностей из Викиданные. Количество загруженных сущностей: 500/500. |
| 20 | Донской              | посёлок | Получено слишком много сущностей из Викиданные. Количество загруженных сущностей: 500/500. |
| 21 | Екатериновка         | деревня | Получено слишком много сущностей из Викиданные. Количество загруженных сущностей: 500/500. |
| 22 | Епанчино             | деревня | Получено слишком много сущностей из Викиданные. Количество загруженных сущностей: 500/500. |
| 23 | Жаркий Верх          | деревня | Получено слишком много сущностей из Викиданные. Количество загруженных сущностей: 500/500. |
| 24 | Жуково               | деревня | Получено слишком много сущностей из Викиданные. Количество загруженных сущностей: 500/500. |
| 25 | Заовражное           | деревня | Получено слишком много сущностей из Викиданные. Количество загруженных сущностей: 500/500. |
| 26 | Засосенка            | деревня | Получено слишком много сущностей из Викиданные. Количество загруженных сущностей: 500/500. |
| 27 | Знаменка             | деревня | Получено слишком много сущностей из Викиданные. Количество загруженных сущностей: 500/500. |
| 28 | Ивановка 1-я         | деревня | Получено слишком много сущностей из Викиданные. Количество загруженных сущностей: 500/500. |
| 29 | Ильинка              | деревня | Получено слишком много сущностей из Викиданные. Количество загруженных сущностей: 500/500. |
| 30 | Ищеино               | село    | Получено слишком много сущностей из Викиданные. Количество загруженных сущностей: 500/500. |
| 31 | Казачье              | деревня | Получено слишком много сущностей из Викиданные. Количество загруженных сущностей: 500/500. |
| 32 | Каменка              | деревня | Получено слишком много сущностей из Викиданные. Количество загруженных сущностей: 500/500. |
| 33 | Клевцово             | деревня | Получено слишком много сущностей из Викиданные. Количество загруженных сущностей: 500/500. |
| 34 | Колодезское          | деревня | Получено слишком много сущностей из Викиданные. Количество загруженных сущностей: 500/500. |
| 35 | Корытное             | деревня | Получено слишком много сущностей из Викиданные. Количество загруженных сущностей: 500/500. |
| 36 | Корытное Второе      | деревня | Получено слишком много сущностей из Викиданные. Количество загруженных сущностей: 500/500. |
| 37 | Красная Половина     | деревня | Получено слишком много сущностей из Викиданные. Количество загруженных сущностей: 500/500. |
| 38 | Краснинский          | посёлок | Получено слишком много сущностей из Викиданные. Количество загруженных сущностей: 500/500. |
| 39 | Красное              | село    | Получено слишком много сущностей из Викиданные. Количество загруженных сущностей: 500/500. |
| 40 | Красное 1-я          | деревня | Получено слишком много сущностей из Викиданные. Количество загруженных сущностей: 500/500. |
| 41 | Лаухино              | деревня | Получено слишком много сущностей из Викиданные. Количество загруженных сущностей: 500/500. |
| 42 | Лески                | посёлок | Получено слишком много сущностей из Викиданные. Количество загруженных сущностей: 500/500. |
| 43 | Лимовая              | деревня | Получено слишком много сущностей из Викиданные. Количество загруженных сущностей: 500/500. |
| 44 | Лукошкино            | деревня | Получено слишком много сущностей из Викиданные. Количество загруженных сущностей: 500/500. |
| 45 | Лутошкино            | деревня | Получено слишком много сущностей из Викиданные. Количество загруженных сущностей: 500/500. |
| 46 | Лысовка              | деревня | Получено слишком много сущностей из Викиданные. Количество загруженных сущностей: 500/500. |
| 47 | Лысовка              | деревня | Получено слишком много сущностей из Викиданные. Количество загруженных сущностей: 500/500. |
| 48 | Малинки              | деревня | Получено слишком много сущностей из Викиданные. Количество загруженных сущностей: 500/500. |
| 49 | Малотроицкое         | деревня | Получено слишком много сущностей из Викиданные. Количество загруженных сущностей: 500/500. |
| 50 | Мамоново             | деревня | Получено слишком много сущностей из Викиданные. Количество загруженных сущностей: 500/500. |
| 51 | Марьино              | деревня | Получено слишком много сущностей из Викиданные. Количество загруженных сущностей: 500/500. |
| 52 | Машенино             | деревня | Получено слишком много сущностей из Викиданные. Количество загруженных сущностей: 500/500. |
| 53 | Мокрое               | село    | Получено слишком много сущностей из Викиданные. Количество загруженных сущностей: 500/500. |
| 54 | Монаенки             | село    | Получено слишком много сущностей из Викиданные. Количество загруженных сущностей: 500/500. |
| 55 | Морево               | деревня | Получено слишком много сущностей из Викиданные. Количество загруженных сущностей: 500/500. |
| 56 | Нижнедрезгалово      | село    | Получено слишком много сущностей из Викиданные. Количество загруженных сущностей: 500/500. |
| 57 | Николаевка           | деревня | Получено слишком много сущностей из Викиданные. Количество загруженных сущностей: 500/500. |
| 58 | Никольское           | село    | Получено слишком много сущностей из Викиданные. Количество загруженных сущностей: 500/500. |
| 59 | Новая                | деревня | Получено слишком много сущностей из Викиданные. Количество загруженных сущностей: 500/500. |
| 60 | Отскочное            | село    | Получено слишком много сущностей из Викиданные. Количество загруженных сущностей: 500/500. |
| 61 | Переверзево          | деревня | Получено слишком много сущностей из Викиданные. Количество загруженных сущностей: 500/500. |
| 62 | Подкрасное           | деревня | Получено слишком много сущностей из Викиданные. Количество загруженных сущностей: 500/500. |
| 63 | Покровка             | село    | Получено слишком много сущностей из Викиданные. Количество загруженных сущностей: 500/500. |
| 64 | Половнево            | деревня | Получено слишком много сущностей из Викиданные. Количество загруженных сущностей: 500/500. |
| 65 | Пятницкое            | село    | Получено слишком много сущностей из Викиданные. Количество загруженных сущностей: 500/500. |
| 66 | Ратманово            | деревня | Получено слишком много сущностей из Викиданные. Количество загруженных сущностей: 500/500. |
| 67 | Решетово-Дуброво     | село    | Получено слишком много сущностей из Викиданные. Количество загруженных сущностей: 500/500. |
| 68 | Рогово               | деревня | Получено слишком много сущностей из Викиданные. Количество загруженных сущностей: 500/500. |
| 69 | Сапрыкино            | деревня | Получено слишком много сущностей из Викиданные. Количество загруженных сущностей: 500/500. |
| 70 | Сапрычка             | деревня | Получено слишком много сущностей из Викиданные. Количество загруженных сущностей: 500/500. |
| 71 | Свободная            | деревня | Получено слишком много сущностей из Викиданные. Количество загруженных сущностей: 500/500. |
| 72 | Сергиевское Второе   | село    | Получено слишком много сущностей из Викиданные. Количество загруженных сущностей: 500/500. |
| 73 | Сергиевское Первое   | село    | Получено слишком много сущностей из Викиданные. Количество загруженных сущностей: 500/500. |
| 74 | Скороварово Второе   | деревня | Получено слишком много сущностей из Викиданные. Количество загруженных сущностей: 500/500. |
| 75 | Скороварово Первое   | деревня | Получено слишком много сущностей из Викиданные. Количество загруженных сущностей: 500/500. |
| 76 | Смородиновка         | деревня | Получено слишком много сущностей из Викиданные. Количество загруженных сущностей: 500/500. |
| 77 | Солнцево             | деревня | Получено слишком много сущностей из Викиданные. Количество загруженных сущностей: 500/500. |
| 78 | Сотниково            | село    | Получено слишком много сущностей из Викиданные. Количество загруженных сущностей: 500/500. |
| 79 | Сотниковские Выселки | деревня | Получено слишком много сущностей из Викиданные. Количество загруженных сущностей: 500/500. |
| 80 | Суходол              | село    | Получено слишком много сущностей из Викиданные. Количество загруженных сущностей: 500/500. |
| 81 | Талица               | деревня | Получено слишком много сущностей из Викиданные. Количество загруженных сущностей: 500/500. |
| 82 | Толбузино            | деревня | Получено слишком много сущностей из Викиданные. Количество загруженных сущностей: 500/500. |
| 83 | Федянино             | деревня | Получено слишком много сущностей из Викиданные. Количество загруженных сущностей: 500/500. |
| 84 | Хрущево              | село    | Получено слишком много сущностей из Викиданные. Количество загруженных сущностей: 500/500. |
| 85 | Щербаково            | деревня | Получено слишком много сущностей из Викиданные. Количество загруженных сущностей: 500/500. |
| 86 | Яблоново             | село    | Получено слишком много сущностей из Викиданные. Количество загруженных сущностей: 500/500. |
| 87 | Яковлево             | село    | Получено слишком много сущностей из Викиданные. Количество загруженных сущностей: 500/500. |

### Лебедянский
| №  | Населённый пункт         | Тип             | Население                                                                                  |
| -- | ------------------------ | --------------- | ------------------------------------------------------------------------------------------ |
| 1  | Агроном                  | посёлок совхоза | Получено слишком много сущностей из Викиданные. Количество загруженных сущностей: 500/500. |
| 2  | Андреевка                | деревня         | Получено слишком много сущностей из Викиданные. Количество загруженных сущностей: 500/500. |
| 3  | Бибиково                 | деревня         | Получено слишком много сущностей из Викиданные. Количество загруженных сущностей: 500/500. |
| 4  | Бобыли                   | деревня         | Получено слишком много сущностей из Викиданные. Количество загруженных сущностей: 500/500. |
| 5  | Большие Избищи           | село            | Получено слишком много сущностей из Викиданные. Количество загруженных сущностей: 500/500. |
| 6  | Большое Попово           | село            | Получено слишком много сущностей из Викиданные. Количество загруженных сущностей: 500/500. |
| 7  | Большой Верх             | деревня         | Получено слишком много сущностей из Викиданные. Количество загруженных сущностей: 500/500. |
| 8  | Буравцева                | деревня         | Получено слишком много сущностей из Викиданные. Количество загруженных сущностей: 500/500. |
| 9  | Васильевка               | деревня         | Получено слишком много сущностей из Викиданные. Количество загруженных сущностей: 500/500. |
| 10 | Васильевская Пустошь     | деревня         | Получено слишком много сущностей из Викиданные. Количество загруженных сущностей: 500/500. |
| 11 | Волотово                 | село            | Получено слишком много сущностей из Викиданные. Количество загруженных сущностей: 500/500. |
| 12 | Волотовские Дворики      | деревня         | Получено слишком много сущностей из Викиданные. Количество загруженных сущностей: 500/500. |
| 13 | Волотовские Озерки       | деревня         | Получено слишком много сущностей из Викиданные. Количество загруженных сущностей: 500/500. |
| 14 | Вторая Куликовка         | село            | Получено слишком много сущностей из Викиданные. Количество загруженных сущностей: 500/500. |
| 15 | Второе Троекурово        | село            | Получено слишком много сущностей из Викиданные. Количество загруженных сущностей: 500/500. |
| 16 | Вязова Вершина           | деревня         | Получено слишком много сущностей из Викиданные. Количество загруженных сущностей: 500/500. |
| 17 | Вязово                   | село            | Получено слишком много сущностей из Викиданные. Количество загруженных сущностей: 500/500. |
| 18 | Грязновка                | село            | Получено слишком много сущностей из Викиданные. Количество загруженных сущностей: 500/500. |
| 19 | Губино                   | село            | Получено слишком много сущностей из Викиданные. Количество загруженных сущностей: 500/500. |
| 20 | Докторово                | село            | Получено слишком много сущностей из Викиданные. Количество загруженных сущностей: 500/500. |
| 21 | Донские Избищи           | село            | Получено слишком много сущностей из Викиданные. Количество загруженных сущностей: 500/500. |
| 22 | Дубинино                 | деревня         | Получено слишком много сущностей из Викиданные. Количество загруженных сущностей: 500/500. |
| 23 | Дубровка                 | деревня         | Получено слишком много сущностей из Викиданные. Количество загруженных сущностей: 500/500. |
| 24 | Зуево                    | деревня         | Получено слишком много сущностей из Викиданные. Количество загруженных сущностей: 500/500. |
| 25 | Инициатор                | посёлок         | Получено слишком много сущностей из Викиданные. Количество загруженных сущностей: 500/500. |
| 26 | Иншаковка                | деревня         | Получено слишком много сущностей из Викиданные. Количество загруженных сущностей: 500/500. |
| 27 | Искра                    | посёлок         | Получено слишком много сущностей из Викиданные. Количество загруженных сущностей: 500/500. |
| 28 | Калининский              | посёлок         | Получено слишком много сущностей из Викиданные. Количество загруженных сущностей: 500/500. |
| 29 | Калиновка                | деревня         | Получено слишком много сущностей из Викиданные. Количество загруженных сущностей: 500/500. |
| 30 | Калиновка                | деревня         | Получено слишком много сущностей из Викиданные. Количество загруженных сущностей: 500/500. |
| 31 | Каменная Лубна           | село            | Получено слишком много сущностей из Викиданные. Количество загруженных сущностей: 500/500. |
| 32 | Картавцево               | деревня         | Получено слишком много сущностей из Викиданные. Количество загруженных сущностей: 500/500. |
| 33 | Катениха                 | деревня         | Получено слишком много сущностей из Викиданные. Количество загруженных сущностей: 500/500. |
| 34 | Ключи                    | деревня         | Получено слишком много сущностей из Викиданные. Количество загруженных сущностей: 500/500. |
| 35 | Кочетовка                | деревня         | Получено слишком много сущностей из Викиданные. Количество загруженных сущностей: 500/500. |
| 36 | Красивая Меча            | деревня         | Получено слишком много сущностей из Викиданные. Количество загруженных сущностей: 500/500. |
| 37 | Красновка                | деревня         | Получено слишком много сущностей из Викиданные. Количество загруженных сущностей: 500/500. |
| 38 | Крутое                   | село            | Получено слишком много сущностей из Викиданные. Количество загруженных сущностей: 500/500. |
| 39 | Куймань                  | село            | Получено слишком много сущностей из Викиданные. Количество загруженных сущностей: 500/500. |
| 40 | Культура                 | посёлок         | Получено слишком много сущностей из Викиданные. Количество загруженных сущностей: 500/500. |
| 41 | Курапово                 | село            | Получено слишком много сущностей из Викиданные. Количество загруженных сущностей: 500/500. |
| 42 | Лебедянь                 | город           | Получено слишком много сущностей из Викиданные. Количество загруженных сущностей: 500/500. |
| 43 | Малые Иншаки             | деревня         | Получено слишком много сущностей из Викиданные. Количество загруженных сущностей: 500/500. |
| 44 | Медведево                | деревня         | Получено слишком много сущностей из Викиданные. Количество загруженных сущностей: 500/500. |
| 45 | Михайловка               | село            | Получено слишком много сущностей из Викиданные. Количество загруженных сущностей: 500/500. |
| 46 | Мокрое                   | село            | Получено слишком много сущностей из Викиданные. Количество загруженных сущностей: 500/500. |
| 47 | Мочилки                  | деревня         | Получено слишком много сущностей из Викиданные. Количество загруженных сущностей: 500/500. |
| 48 | Надеждино                | деревня         | Получено слишком много сущностей из Викиданные. Количество загруженных сущностей: 500/500. |
| 49 | Нижнебрусланово          | деревня         | Получено слишком много сущностей из Викиданные. Количество загруженных сущностей: 500/500. |
| 50 | Новое Ракитино           | село            | Получено слишком много сущностей из Викиданные. Количество загруженных сущностей: 500/500. |
| 51 | Новый Копыл              | деревня         | Получено слишком много сущностей из Викиданные. Количество загруженных сущностей: 500/500. |
| 52 | Ольховец                 | село            | Получено слишком много сущностей из Викиданные. Количество загруженных сущностей: 500/500. |
| 53 | Осиново                  | деревня         | Получено слишком много сущностей из Викиданные. Количество загруженных сущностей: 500/500. |
| 54 | Павелка                  | село            | Получено слишком много сущностей из Викиданные. Количество загруженных сущностей: 500/500. |
| 55 | Павловское               | село            | Получено слишком много сущностей из Викиданные. Количество загруженных сущностей: 500/500. |
| 56 | Парлово                  | деревня         | Получено слишком много сущностей из Викиданные. Количество загруженных сущностей: 500/500. |
| 57 | Первая Куликовка         | деревня         | Получено слишком много сущностей из Викиданные. Количество загруженных сущностей: 500/500. |
| 58 | Петровские Выселки       | деревня         | Получено слишком много сущностей из Викиданные. Количество загруженных сущностей: 500/500. |
| 59 | Покровка                 | деревня         | Получено слишком много сущностей из Викиданные. Количество загруженных сущностей: 500/500. |
| 60 | Покрово-Инвалидная       | слобода         | Получено слишком много сущностей из Викиданные. Количество загруженных сущностей: 500/500. |
| 61 | Покрово-Казацкая         | слобода         | Получено слишком много сущностей из Викиданные. Количество загруженных сущностей: 500/500. |
| 62 | Посёлок Сахарного Завода | посёлок         | Получено слишком много сущностей из Викиданные. Количество загруженных сущностей: 500/500. |
| 63 | Пробуждение              | деревня         | Получено слишком много сущностей из Викиданные. Количество загруженных сущностей: 500/500. |
| 64 | Пушкаро-Кладбищенская    | слобода         | Получено слишком много сущностей из Викиданные. Количество загруженных сущностей: 500/500. |
| 65 | Романово                 | село            | Получено слишком много сущностей из Викиданные. Количество загруженных сущностей: 500/500. |
| 66 | Савинки                  | деревня         | Получено слишком много сущностей из Викиданные. Количество загруженных сущностей: 500/500. |
| 67 | Сезеново                 | село            | Получено слишком много сущностей из Викиданные. Количество загруженных сущностей: 500/500. |
| 68 | Сезеново Первое          | деревня         | Получено слишком много сущностей из Викиданные. Количество загруженных сущностей: 500/500. |
| 69 | Селище                   | деревня         | Получено слишком много сущностей из Викиданные. Количество загруженных сущностей: 500/500. |
| 70 | Семицкое                 | деревня         | Получено слишком много сущностей из Викиданные. Количество загруженных сущностей: 500/500. |
| 71 | Сибильда                 | деревня         | Получено слишком много сущностей из Викиданные. Количество загруженных сущностей: 500/500. |
| 72 | Слободка                 | село            | Получено слишком много сущностей из Викиданные. Количество загруженных сущностей: 500/500. |
| 73 | Старое Ракитино          | село            | Получено слишком много сущностей из Викиданные. Количество загруженных сущностей: 500/500. |
| 74 | Старый Копыл             | село            | Получено слишком много сущностей из Викиданные. Количество загруженных сущностей: 500/500. |
| 75 | Степановка               | деревня         | Получено слишком много сущностей из Викиданные. Количество загруженных сущностей: 500/500. |
| 76 | Стрельниковский          | посёлок         | Получено слишком много сущностей из Викиданные. Количество загруженных сущностей: 500/500. |
| 77 | Сурки                    | село            | Получено слишком много сущностей из Викиданные. Количество загруженных сущностей: 500/500. |
| 78 | Тёплое                   | село            | Получено слишком много сущностей из Викиданные. Количество загруженных сущностей: 500/500. |
| 79 | Тихий Дон                | посёлок         | Получено слишком много сущностей из Викиданные. Количество загруженных сущностей: 500/500. |
| 80 | Томилино                 | деревня         | Получено слишком много сущностей из Викиданные. Количество загруженных сущностей: 500/500. |
| 81 | Троекурово               | село            | Получено слишком много сущностей из Викиданные. Количество загруженных сущностей: 500/500. |
| 82 | Тютчево                  | село            | Получено слишком много сущностей из Викиданные. Количество загруженных сущностей: 500/500. |
| 83 | Хмелевка                 | деревня         | Получено слишком много сущностей из Викиданные. Количество загруженных сущностей: 500/500. |
| 84 | Хорошовка                | село            | Получено слишком много сущностей из Викиданные. Количество загруженных сущностей: 500/500. |
| 85 | Хрущёвка                 | деревня         | Получено слишком много сущностей из Викиданные. Количество загруженных сущностей: 500/500. |
| 86 | Черепянь                 | село            | Получено слишком много сущностей из Викиданные. Количество загруженных сущностей: 500/500. |
| 87 | Шовское                  | село            | Получено слишком много сущностей из Викиданные. Количество загруженных сущностей: 500/500. |
| 88 | Яблонево                 | село            | Получено слишком много сущностей из Викиданные. Количество загруженных сущностей: 500/500. |
| 89 | Яблоновая Голова         | деревня         | Получено слишком много сущностей из Викиданные. Количество загруженных сущностей: 500/500. |

### Лев-Толстовский
| №  | Населённый пункт            | Тип          | Население                                                                                  |
| -- | --------------------------- | ------------ | ------------------------------------------------------------------------------------------ |
| 1  | Астапово                    | село         | Получено слишком много сущностей из Викиданные. Количество загруженных сущностей: 500/500. |
| 2  | Барятино                    | село         | Получено слишком много сущностей из Викиданные. Количество загруженных сущностей: 500/500. |
| 3  | Большая Карповка            | село         | Получено слишком много сущностей из Викиданные. Количество загруженных сущностей: 500/500. |
| 4  | Бычки                       | деревня      | Получено слишком много сущностей из Викиданные. Количество загруженных сущностей: 500/500. |
| 5  | Вишенки                     | деревня      | Получено слишком много сущностей из Викиданные. Количество загруженных сущностей: 500/500. |
| 6  | Гагарино                    | село         | Получено слишком много сущностей из Викиданные. Количество загруженных сущностей: 500/500. |
| 7  | Гагино                      | село         | Получено слишком много сущностей из Викиданные. Количество загруженных сущностей: 500/500. |
| 8  | Головинщино                 | село         | Получено слишком много сущностей из Викиданные. Количество загруженных сущностей: 500/500. |
| 9  | Грязновка                   | деревня      | Получено слишком много сущностей из Викиданные. Количество загруженных сущностей: 500/500. |
| 10 | Дёмкинский                  | посёлок      | Получено слишком много сущностей из Викиданные. Количество загруженных сущностей: 500/500. |
| 11 | Денисьево                   | деревня      | Получено слишком много сущностей из Викиданные. Количество загруженных сущностей: 500/500. |
| 12 | Домачи                      | село         | Получено слишком много сущностей из Викиданные. Количество загруженных сущностей: 500/500. |
| 13 | Загрядчино                  | село         | Получено слишком много сущностей из Викиданные. Количество загруженных сущностей: 500/500. |
| 14 | Знаменское                  | село         | Получено слишком много сущностей из Викиданные. Количество загруженных сущностей: 500/500. |
| 15 | Золотуха                    | село         | Получено слишком много сущностей из Викиданные. Количество загруженных сущностей: 500/500. |
| 16 | Зыково                      | село         | Получено слишком много сущностей из Викиданные. Количество загруженных сущностей: 500/500. |
| 17 | Ильинка                     | село         | Получено слишком много сущностей из Викиданные. Количество загруженных сущностей: 500/500. |
| 18 | Кордюки                     | деревня      | Получено слишком много сущностей из Викиданные. Количество загруженных сущностей: 500/500. |
| 19 | Котовка                     | деревня      | Получено слишком много сущностей из Викиданные. Количество загруженных сущностей: 500/500. |
| 20 | Красное Колычёво            | село         | Получено слишком много сущностей из Викиданные. Количество загруженных сущностей: 500/500. |
| 21 | Красный                     | посёлок      | Получено слишком много сущностей из Викиданные. Количество загруженных сущностей: 500/500. |
| 22 | Круглое                     | село         | Получено слишком много сущностей из Викиданные. Количество загруженных сущностей: 500/500. |
| 23 | Кузовлёво                   | село         | Получено слишком много сущностей из Викиданные. Количество загруженных сущностей: 500/500. |
| 24 | Кузьминка                   | деревня      | Получено слишком много сущностей из Викиданные. Количество загруженных сущностей: 500/500. |
| 25 | Лев Толстой                 | посёлок      | Получено слишком много сущностей из Викиданные. Количество загруженных сущностей: 500/500. |
| 26 | Малая Знаменка              | деревня      | Получено слишком много сущностей из Викиданные. Количество загруженных сущностей: 500/500. |
| 27 | Малая Карповка              | деревня      | Получено слишком много сущностей из Викиданные. Количество загруженных сущностей: 500/500. |
| 28 | Митягино                    | село         | Получено слишком много сущностей из Викиданные. Количество загруженных сущностей: 500/500. |
| 29 | Митягино                    | ж.д. станция | Получено слишком много сущностей из Викиданные. Количество загруженных сущностей: 500/500. |
| 30 | Николаевка                  | деревня      | Получено слишком много сущностей из Викиданные. Количество загруженных сущностей: 500/500. |
| 31 | Новочемоданово              | село         | Получено слишком много сущностей из Викиданные. Количество загруженных сущностей: 500/500. |
| 32 | Озерки                      | деревня      | Получено слишком много сущностей из Викиданные. Количество загруженных сущностей: 500/500. |
| 33 | Орловка                     | село         | Получено слишком много сущностей из Викиданные. Количество загруженных сущностей: 500/500. |
| 34 | Острый Камень               | село         | Получено слишком много сущностей из Викиданные. Количество загруженных сущностей: 500/500. |
| 35 | Первомайское                | село         | Получено слишком много сущностей из Викиданные. Количество загруженных сущностей: 500/500. |
| 36 | Племянниково                | село         | Получено слишком много сущностей из Викиданные. Количество загруженных сущностей: 500/500. |
| 37 | Свищевка                    | село         | Получено слишком много сущностей из Викиданные. Количество загруженных сущностей: 500/500. |
| 38 | Сланское                    | село         | Получено слишком много сущностей из Викиданные. Количество загруженных сущностей: 500/500. |
| 39 | совхоза имени Льва Толстого | посёлок      | Получено слишком много сущностей из Викиданные. Количество загруженных сущностей: 500/500. |
| 40 | Срезнево                    | село         | Получено слишком много сущностей из Викиданные. Количество загруженных сущностей: 500/500. |
| 41 | Тихий Дон                   | посёлок      | Получено слишком много сущностей из Викиданные. Количество загруженных сущностей: 500/500. |
| 42 | Топки                       | село         | Получено слишком много сущностей из Викиданные. Количество загруженных сущностей: 500/500. |
| 43 | Троицкое                    | село         | Получено слишком много сущностей из Викиданные. Количество загруженных сущностей: 500/500. |
| 44 | Халатово                    | ж.д. станция | Получено слишком много сущностей из Викиданные. Количество загруженных сущностей: 500/500. |
| 45 | Чечёрский                   | посёлок      | Получено слишком много сущностей из Викиданные. Количество загруженных сущностей: 500/500. |

### Липецкий
| №  | Населённый пункт        | Тип     | Население                                                                                  |
| -- | ----------------------- | ------- | ------------------------------------------------------------------------------------------ |
| 1  | Александровка           | село    | Получено слишком много сущностей из Викиданные. Количество загруженных сущностей: 500/500. |
| 2  | Александрово-Жуково     | деревня | Получено слишком много сущностей из Викиданные. Количество загруженных сущностей: 500/500. |
| 3  | Алексеевка              | село    | Получено слишком много сущностей из Викиданные. Количество загруженных сущностей: 500/500. |
| 4  | Архангельские Борки     | село    | Получено слишком много сущностей из Викиданные. Количество загруженных сущностей: 500/500. |
| 5  | Большая Кузьминка       | село    | Получено слишком много сущностей из Викиданные. Количество загруженных сущностей: 500/500. |
| 6  | Боринское               | село    | Получено слишком много сущностей из Викиданные. Количество загруженных сущностей: 500/500. |
| 7  | Бруслановка             | деревня | Получено слишком много сущностей из Викиданные. Количество загруженных сущностей: 500/500. |
| 8  | Варваринка              | село    | Получено слишком много сущностей из Викиданные. Количество загруженных сущностей: 500/500. |
| 9  | Варваро-Борки           | село    | Получено слишком много сущностей из Викиданные. Количество загруженных сущностей: 500/500. |
| 10 | Васильевка              | село    | Получено слишком много сущностей из Викиданные. Количество загруженных сущностей: 500/500. |
| 11 | Введенка                | село    | Получено слишком много сущностей из Викиданные. Количество загруженных сущностей: 500/500. |
| 12 | Вербилово               | село    | Получено слишком много сущностей из Викиданные. Количество загруженных сущностей: 500/500. |
| 13 | Вешаловка               | село    | Получено слишком много сущностей из Викиданные. Количество загруженных сущностей: 500/500. |
| 14 | Воскресеновка           | село    | Получено слишком много сущностей из Викиданные. Количество загруженных сущностей: 500/500. |
| 15 | Грязное                 | село    | Получено слишком много сущностей из Викиданные. Количество загруженных сущностей: 500/500. |
| 16 | Гудовка                 | деревня | Получено слишком много сущностей из Викиданные. Количество загруженных сущностей: 500/500. |
| 17 | Давыдовка               | деревня | Получено слишком много сущностей из Викиданные. Количество загруженных сущностей: 500/500. |
| 18 | Дареновка               | деревня | Получено слишком много сущностей из Викиданные. Количество загруженных сущностей: 500/500. |
| 19 | Дикопорожье             | деревня | Получено слишком много сущностей из Викиданные. Количество загруженных сущностей: 500/500. |
| 20 | Долгая                  | деревня | Получено слишком много сущностей из Викиданные. Количество загруженных сущностей: 500/500. |
| 21 | Елецкое                 | село    | Получено слишком много сущностей из Викиданные. Количество загруженных сущностей: 500/500. |
| 22 | Елизаветино             | деревня | Получено слишком много сущностей из Викиданные. Количество загруженных сущностей: 500/500. |
| 23 | Ивановка                | деревня | Получено слишком много сущностей из Викиданные. Количество загруженных сущностей: 500/500. |
| 24 | Ивановка                | деревня | Получено слишком много сущностей из Викиданные. Количество загруженных сущностей: 500/500. |
| 25 | Ивово                   | село    | Получено слишком много сущностей из Викиданные. Количество загруженных сущностей: 500/500. |
| 26 | Ильино                  | село    | Получено слишком много сущностей из Викиданные. Количество загруженных сущностей: 500/500. |
| 27 | Каширка                 | деревня | Получено слишком много сущностей из Викиданные. Количество загруженных сущностей: 500/500. |
| 28 | Ключики                 | деревня | Получено слишком много сущностей из Викиданные. Количество загруженных сущностей: 500/500. |
| 29 | Копцевы Хутора          | деревня | Получено слишком много сущностей из Викиданные. Количество загруженных сущностей: 500/500. |
| 30 | Косырёвка               | село    | Получено слишком много сущностей из Викиданные. Количество загруженных сущностей: 500/500. |
| 31 | Красное                 | деревня | Получено слишком много сущностей из Викиданные. Количество загруженных сущностей: 500/500. |
| 32 | Красный Октябрь         | посёлок | Получено слишком много сущностей из Викиданные. Количество загруженных сущностей: 500/500. |
| 33 | Круглое                 | село    | Получено слишком много сущностей из Викиданные. Количество загруженных сущностей: 500/500. |
| 34 | Крутогорье              | село    | Получено слишком много сущностей из Викиданные. Количество загруженных сущностей: 500/500. |
| 35 | Крутые Хутора           | село    | Получено слишком много сущностей из Викиданные. Количество загруженных сущностей: 500/500. |
| 36 | Кузьминка               | деревня | Получено слишком много сущностей из Викиданные. Количество загруженных сущностей: 500/500. |
| 37 | Кузьминские Отвержки    | село    | Получено слишком много сущностей из Викиданные. Количество загруженных сущностей: 500/500. |
| 38 | Куйманы                 | деревня | Получено слишком много сущностей из Викиданные. Количество загруженных сущностей: 500/500. |
| 39 | Кулешовка               | деревня | Получено слишком много сущностей из Викиданные. Количество загруженных сущностей: 500/500. |
| 40 | Ленино                  | село    | Получено слишком много сущностей из Викиданные. Количество загруженных сущностей: 500/500. |
| 41 | Лозы                    | деревня | Получено слишком много сущностей из Викиданные. Количество загруженных сущностей: 500/500. |
| 42 | Малашевка               | деревня | Получено слишком много сущностей из Викиданные. Количество загруженных сущностей: 500/500. |
| 43 | Маховище                | село    | Получено слишком много сущностей из Викиданные. Количество загруженных сущностей: 500/500. |
| 44 | Никольское              | село    | Получено слишком много сущностей из Викиданные. Количество загруженных сущностей: 500/500. |
| 45 | Никольское              | село    | Получено слишком много сущностей из Викиданные. Количество загруженных сущностей: 500/500. |
| 46 | Новая Деревня           | деревня | Получено слишком много сущностей из Викиданные. Количество загруженных сущностей: 500/500. |
| 47 | Новодмитриевка          | село    | Получено слишком много сущностей из Викиданные. Количество загруженных сущностей: 500/500. |
| 48 | Новониколаевка          | деревня | Получено слишком много сущностей из Викиданные. Количество загруженных сущностей: 500/500. |
| 49 | Ольгино                 | деревня | Получено слишком много сущностей из Викиданные. Количество загруженных сущностей: 500/500. |
| 50 | Отверг-Студенец         | село    | Получено слишком много сущностей из Викиданные. Количество загруженных сущностей: 500/500. |
| 51 | Пады                    | село    | Получено слишком много сущностей из Викиданные. Количество загруженных сущностей: 500/500. |
| 52 | Пады                    | село    | Получено слишком много сущностей из Викиданные. Количество загруженных сущностей: 500/500. |
| 53 | Пашков                  | хутор   | Получено слишком много сущностей из Викиданные. Количество загруженных сущностей: 500/500. |
| 54 | Первое Мая              | посёлок | Получено слишком много сущностей из Викиданные. Количество загруженных сущностей: 500/500. |
| 55 | Плоская Кузьминка       | село    | Получено слишком много сущностей из Викиданные. Количество загруженных сущностей: 500/500. |
| 56 | Подгорное               | село    | Получено слишком много сущностей из Викиданные. Количество загруженных сущностей: 500/500. |
| 57 | Попова Ляда             | деревня | Получено слишком много сущностей из Викиданные. Количество загруженных сущностей: 500/500. |
| 58 | Посёлок Розы Люксембург | посёлок | Получено слишком много сущностей из Викиданные. Количество загруженных сущностей: 500/500. |
| 59 | Пружинки                | село    | Получено слишком много сущностей из Викиданные. Количество загруженных сущностей: 500/500. |
| 60 | Рогачёвка               | деревня | Получено слишком много сущностей из Викиданные. Количество загруженных сущностей: 500/500. |
| 61 | Сенцово                 | село    | Получено слишком много сущностей из Викиданные. Количество загруженных сущностей: 500/500. |
| 62 | Ситовка                 | село    | Получено слишком много сущностей из Викиданные. Количество загруженных сущностей: 500/500. |
| 63 | Слободка                | деревня | Получено слишком много сущностей из Викиданные. Количество загруженных сущностей: 500/500. |
| 64 | Соловьёвка              | деревня | Получено слишком много сущностей из Викиданные. Количество загруженных сущностей: 500/500. |
| 65 | Спасское Чириково       | деревня | Получено слишком много сущностей из Викиданные. Количество загруженных сущностей: 500/500. |
| 66 | Стебаево                | село    | Получено слишком много сущностей из Викиданные. Количество загруженных сущностей: 500/500. |
| 67 | Степец                  | посёлок | Получено слишком много сущностей из Викиданные. Количество загруженных сущностей: 500/500. |
| 68 | Студёные Выселки        | деревня | Получено слишком много сущностей из Викиданные. Количество загруженных сущностей: 500/500. |
| 69 | Студёные Хутора         | село    | Получено слишком много сущностей из Викиданные. Количество загруженных сущностей: 500/500. |
| 70 | Сухая Лубна             | село    | Получено слишком много сущностей из Викиданные. Количество загруженных сущностей: 500/500. |
| 71 | Сырское                 | село    | Получено слишком много сущностей из Викиданные. Количество загруженных сущностей: 500/500. |
| 72 | Тележенка               | село    | Получено слишком много сущностей из Викиданные. Количество загруженных сущностей: 500/500. |
| 73 | Терновое                | село    | Получено слишком много сущностей из Викиданные. Количество загруженных сущностей: 500/500. |
| 74 | Товаро-Никольское       | село    | Получено слишком много сущностей из Викиданные. Количество загруженных сущностей: 500/500. |
| 75 | Троицкое                | село    | Получено слишком много сущностей из Викиданные. Количество загруженных сущностей: 500/500. |
| 76 | Тужиловка               | деревня | Получено слишком много сущностей из Викиданные. Количество загруженных сущностей: 500/500. |
| 77 | Тынковка                | деревня | Получено слишком много сущностей из Викиданные. Количество загруженных сущностей: 500/500. |
| 78 | Тюшевка                 | село    | Получено слишком много сущностей из Викиданные. Количество загруженных сущностей: 500/500. |
| 79 | Федоровка               | деревня | Получено слишком много сущностей из Викиданные. Количество загруженных сущностей: 500/500. |
| 80 | Хорошевка               | деревня | Получено слишком много сущностей из Викиданные. Количество загруженных сущностей: 500/500. |
| 81 | Хрущёвка                | село    | Получено слишком много сущностей из Викиданные. Количество загруженных сущностей: 500/500. |
| 82 | Частая Дубрава          | село    | Получено слишком много сущностей из Викиданные. Количество загруженных сущностей: 500/500. |
| 83 | Черёмушки               | село    | Получено слишком много сущностей из Викиданные. Количество загруженных сущностей: 500/500. |
| 84 | Яковлевка               | деревня | Получено слишком много сущностей из Викиданные. Количество загруженных сущностей: 500/500. |
| 85 | Яковлевка               | деревня | Получено слишком много сущностей из Викиданные. Количество загруженных сущностей: 500/500. |
| 86 | Ясная Поляна            | деревня | Получено слишком много сущностей из Викиданные. Количество загруженных сущностей: 500/500. |

### Становлянский
| №   | Населённый пункт     | Тип           | Население                                                                                  |
| --- | -------------------- | ------------- | ------------------------------------------------------------------------------------------ |
| 1   | 2-я Ламская          | деревня       | Получено слишком много сущностей из Викиданные. Количество загруженных сущностей: 500/500. |
| 2   | 386 км               | ж.д. комбинат | Получено слишком много сущностей из Викиданные. Количество загруженных сущностей: 500/500. |
| 3   | Агеевка              | деревня       | Получено слишком много сущностей из Викиданные. Количество загруженных сущностей: 500/500. |
| 4   | Александровка        | деревня       | Получено слишком много сущностей из Викиданные. Количество загруженных сущностей: 500/500. |
| 5   | Алексеевка           | деревня       | Получено слишком много сущностей из Викиданные. Количество загруженных сущностей: 500/500. |
| 6   | Алексеевка           | деревня       | Получено слишком много сущностей из Викиданные. Количество загруженных сущностей: 500/500. |
| 7   | Арсентьево           | деревня       | Получено слишком много сущностей из Викиданные. Количество загруженных сущностей: 500/500. |
| 8   | Бабарыкино           | ж.д. станция  | Получено слишком много сущностей из Викиданные. Количество загруженных сущностей: 500/500. |
| 9   | Баевка               | деревня       | Получено слишком много сущностей из Викиданные. Количество загруженных сущностей: 500/500. |
| 10  | Барсуково            | деревня       | Получено слишком много сущностей из Викиданные. Количество загруженных сущностей: 500/500. |
| 11  | Бекетовка            | деревня       | Получено слишком много сущностей из Викиданные. Количество загруженных сущностей: 500/500. |
| 12  | Белевец              | деревня       | Получено слишком много сущностей из Викиданные. Количество загруженных сущностей: 500/500. |
| 13  | Березовая Роща       | деревня       | Получено слишком много сущностей из Викиданные. Количество загруженных сущностей: 500/500. |
| 14  | Берёзовка            | село          | Получено слишком много сущностей из Викиданные. Количество загруженных сущностей: 500/500. |
| 15  | Большие Бутырки      | деревня       | Получено слишком много сущностей из Викиданные. Количество загруженных сущностей: 500/500. |
| 16  | Большие Выселки      | деревня       | Получено слишком много сущностей из Викиданные. Количество загруженных сущностей: 500/500. |
| 17  | Большой Лотошок      | деревня       | Получено слишком много сущностей из Викиданные. Количество загруженных сущностей: 500/500. |
| 18  | Бродки               | деревня       | Получено слишком много сущностей из Викиданные. Количество загруженных сущностей: 500/500. |
| 19  | Брусенцево           | деревня       | Получено слишком много сущностей из Викиданные. Количество загруженных сущностей: 500/500. |
| 20  | Бунино               | деревня       | Получено слишком много сущностей из Викиданные. Количество загруженных сущностей: 500/500. |
| 21  | Бутырки              | деревня       | Получено слишком много сущностей из Викиданные. Количество загруженных сущностей: 500/500. |
| 22  | Веригино             | село          | Получено слишком много сущностей из Викиданные. Количество загруженных сущностей: 500/500. |
| 23  | Вишнёвая             | деревня       | Получено слишком много сущностей из Викиданные. Количество загруженных сущностей: 500/500. |
| 24  | Волынское            | деревня       | Получено слишком много сущностей из Викиданные. Количество загруженных сущностей: 500/500. |
| 25  | Воскресеновский      | посёлок       | Получено слишком много сущностей из Викиданные. Количество загруженных сущностей: 500/500. |
| 26  | Георгиевское         | село          | Получено слишком много сущностей из Викиданные. Количество загруженных сущностей: 500/500. |
| 27  | Глебовка             | село          | Получено слишком много сущностей из Викиданные. Количество загруженных сущностей: 500/500. |
| 28  | Глумово              | деревня       | Получено слишком много сущностей из Викиданные. Количество загруженных сущностей: 500/500. |
| 29  | Гора                 | посёлок       | Получено слишком много сущностей из Викиданные. Количество загруженных сущностей: 500/500. |
| 30  | Григоровка           | деревня       | Получено слишком много сущностей из Викиданные. Количество загруженных сущностей: 500/500. |
| 31  | Грунин Воргол        | ж.д. станция  | Получено слишком много сущностей из Викиданные. Количество загруженных сущностей: 500/500. |
| 32  | Грунин Воргол        | село          | Получено слишком много сущностей из Викиданные. Количество загруженных сущностей: 500/500. |
| 33  | Дмитриевка           | село          | Получено слишком много сущностей из Викиданные. Количество загруженных сущностей: 500/500. |
| 34  | Дружба               | посёлок       | Получено слишком много сущностей из Викиданные. Количество загруженных сущностей: 500/500. |
| 35  | Елизаветовка         | деревня       | Получено слишком много сущностей из Викиданные. Количество загруженных сущностей: 500/500. |
| 36  | Жилое                | деревня       | Получено слишком много сущностей из Викиданные. Количество загруженных сущностей: 500/500. |
| 37  | Журавлёвка           | деревня       | Получено слишком много сущностей из Викиданные. Количество загруженных сущностей: 500/500. |
| 38  | Злобино              | село          | Получено слишком много сущностей из Викиданные. Количество загруженных сущностей: 500/500. |
| 39  | имени Димитрова      | посёлок       | Получено слишком много сущностей из Викиданные. Количество загруженных сущностей: 500/500. |
| 40  | Казанский            | посёлок       | Получено слишком много сущностей из Викиданные. Количество загруженных сущностей: 500/500. |
| 41  | Калиновка            | село          | Получено слишком много сущностей из Викиданные. Количество загруженных сущностей: 500/500. |
| 42  | Каменка-Бунино       | деревня       | Получено слишком много сущностей из Викиданные. Количество загруженных сущностей: 500/500. |
| 43  | Карабановский        | посёлок       | Получено слишком много сущностей из Викиданные. Количество загруженных сущностей: 500/500. |
| 44  | Карповка             | деревня       | Получено слишком много сущностей из Викиданные. Количество загруженных сущностей: 500/500. |
| 45  | Кириллово            | село          | Получено слишком много сущностей из Викиданные. Количество загруженных сущностей: 500/500. |
| 46  | Климентьево          | деревня       | Получено слишком много сущностей из Викиданные. Количество загруженных сущностей: 500/500. |
| 47  | Кличено              | село          | Получено слишком много сущностей из Викиданные. Количество загруженных сущностей: 500/500. |
| 48  | Кличено-Заречье      | деревня       | Получено слишком много сущностей из Викиданные. Количество загруженных сущностей: 500/500. |
| 49  | Ключики              | деревня       | Получено слишком много сущностей из Викиданные. Количество загруженных сущностей: 500/500. |
| 50  | Коляевка             | деревня       | Получено слишком много сущностей из Викиданные. Количество загруженных сущностей: 500/500. |
| 51  | Красная Пальна       | село          | Получено слишком много сущностей из Викиданные. Количество загруженных сущностей: 500/500. |
| 52  | Кропотово-Лермонтово | деревня       | Получено слишком много сущностей из Викиданные. Количество загруженных сущностей: 500/500. |
| 53  | Крутое               | деревня       | Получено слишком много сущностей из Викиданные. Количество загруженных сущностей: 500/500. |
| 54  | Лабынцево            | село          | Получено слишком много сущностей из Викиданные. Количество загруженных сущностей: 500/500. |
| 55  | Ламская              | деревня       | Получено слишком много сущностей из Викиданные. Количество загруженных сущностей: 500/500. |
| 56  | Ламское              | село          | Получено слишком много сущностей из Викиданные. Количество загруженных сущностей: 500/500. |
| 57  | Лаухино              | деревня       | Получено слишком много сущностей из Викиданные. Количество загруженных сущностей: 500/500. |
| 58  | Лесные Локотцы       | деревня       | Получено слишком много сущностей из Викиданные. Количество загруженных сущностей: 500/500. |
| 59  | Лимовое              | деревня       | Получено слишком много сущностей из Викиданные. Количество загруженных сущностей: 500/500. |
| 60  | Липовка              | деревня       | Получено слишком много сущностей из Викиданные. Количество загруженных сущностей: 500/500. |
| 61  | Лукьяновка           | деревня       | Получено слишком много сущностей из Викиданные. Количество загруженных сущностей: 500/500. |
| 62  | Малые Бутырки        | деревня       | Получено слишком много сущностей из Викиданные. Количество загруженных сущностей: 500/500. |
| 63  | Малые Выселки        | деревня       | Получено слишком много сущностей из Викиданные. Количество загруженных сущностей: 500/500. |
| 64  | Малый Лотошок        | деревня       | Получено слишком много сущностей из Викиданные. Количество загруженных сущностей: 500/500. |
| 65  | Маслово              | деревня       | Получено слишком много сущностей из Викиданные. Количество загруженных сущностей: 500/500. |
| 66  | Мещерка              | село          | Получено слишком много сущностей из Викиданные. Количество загруженных сущностей: 500/500. |
| 67  | Михайловка           | деревня       | Получено слишком много сущностей из Викиданные. Количество загруженных сущностей: 500/500. |
| 68  | Михайловка           | деревня       | Получено слишком много сущностей из Викиданные. Количество загруженных сущностей: 500/500. |
| 69  | Морская              | деревня       | Получено слишком много сущностей из Викиданные. Количество загруженных сущностей: 500/500. |
| 70  | Мценка               | деревня       | Получено слишком много сущностей из Викиданные. Количество загруженных сущностей: 500/500. |
| 71  | Новиково             | деревня       | Получено слишком много сущностей из Викиданные. Количество загруженных сущностей: 500/500. |
| 72  | Новоалександровка    | деревня       | Получено слишком много сущностей из Викиданные. Количество загруженных сущностей: 500/500. |
| 73  | Новосёлки            | деревня       | Получено слишком много сущностей из Викиданные. Количество загруженных сущностей: 500/500. |
| 74  | Новоселки            | деревня       | Получено слишком много сущностей из Викиданные. Количество загруженных сущностей: 500/500. |
| 75  | Новоспасское         | село          | Получено слишком много сущностей из Викиданные. Количество загруженных сущностей: 500/500. |
| 76  | Огневка              | деревня       | Получено слишком много сущностей из Викиданные. Количество загруженных сущностей: 500/500. |
| 77  | Озерки               | деревня       | Получено слишком много сущностей из Викиданные. Количество загруженных сущностей: 500/500. |
| 78  | Озёрки               | деревня       | Получено слишком много сущностей из Викиданные. Количество загруженных сущностей: 500/500. |
| 79  | Островки             | деревня       | Получено слишком много сущностей из Викиданные. Количество загруженных сущностей: 500/500. |
| 80  | Островки-Заречье     | деревня       | Получено слишком много сущностей из Викиданные. Количество загруженных сущностей: 500/500. |
| 81  | Палёнка              | деревня       | Получено слишком много сущностей из Викиданные. Количество загруженных сущностей: 500/500. |
| 82  | Пальна-Михайловка    | село          | Получено слишком много сущностей из Викиданные. Количество загруженных сущностей: 500/500. |
| 83  | Пахомовка            | деревня       | Получено слишком много сущностей из Викиданные. Количество загруженных сущностей: 500/500. |
| 84  | Петрищево            | деревня       | Получено слишком много сущностей из Викиданные. Количество загруженных сущностей: 500/500. |
| 85  | Плоты                | деревня       | Получено слишком много сущностей из Викиданные. Количество загруженных сущностей: 500/500. |
| 86  | Подгорная            | деревня       | Получено слишком много сущностей из Викиданные. Количество загруженных сущностей: 500/500. |
| 87  | Поддолгое            | деревня       | Получено слишком много сущностей из Викиданные. Количество загруженных сущностей: 500/500. |
| 88  | Подхорошее           | деревня       | Получено слишком много сущностей из Викиданные. Количество загруженных сущностей: 500/500. |
| 89  | Покровское           | село          | Получено слишком много сущностей из Викиданные. Количество загруженных сущностей: 500/500. |
| 90  | Польское             | деревня       | Получено слишком много сущностей из Викиданные. Количество загруженных сущностей: 500/500. |
| 91  | Поповка              | деревня       | Получено слишком много сущностей из Викиданные. Количество загруженных сущностей: 500/500. |
| 92  | Поряхино             | деревня       | Получено слишком много сущностей из Викиданные. Количество загруженных сущностей: 500/500. |
| 93  | Реневка              | деревня       | Получено слишком много сущностей из Викиданные. Количество загруженных сущностей: 500/500. |
| 94  | Самохваловка         | село          | Получено слишком много сущностей из Викиданные. Количество загруженных сущностей: 500/500. |
| 95  | Светлый              | посёлок       | Получено слишком много сущностей из Викиданные. Количество загруженных сущностей: 500/500. |
| 96  | Семенёк              | село          | Получено слишком много сущностей из Викиданные. Количество загруженных сущностей: 500/500. |
| 97  | Сергеевка            | деревня       | Получено слишком много сущностей из Викиданные. Количество загруженных сущностей: 500/500. |
| 98  | Слободка             | деревня       | Получено слишком много сущностей из Викиданные. Количество загруженных сущностей: 500/500. |
| 99  | Соловьёво            | село          | Получено слишком много сущностей из Викиданные. Количество загруженных сущностей: 500/500. |
| 100 | Спасское             | село          | Получено слишком много сущностей из Викиданные. Количество загруженных сущностей: 500/500. |
| 101 | Становое             | село          | Получено слишком много сущностей из Викиданные. Количество загруженных сущностей: 500/500. |
| 102 | Субочево             | деревня       | Получено слишком много сущностей из Викиданные. Количество загруженных сущностей: 500/500. |
| 103 | Сухинино             | деревня       | Получено слишком много сущностей из Викиданные. Количество загруженных сущностей: 500/500. |
| 104 | Телегино             | село          | Получено слишком много сущностей из Викиданные. Количество загруженных сущностей: 500/500. |
| 105 | Тиньково             | деревня       | Получено слишком много сущностей из Викиданные. Количество загруженных сущностей: 500/500. |
| 106 | Товарково            | деревня       | Получено слишком много сущностей из Викиданные. Количество загруженных сущностей: 500/500. |
| 107 | Толстая Дубрава      | село          | Получено слишком много сущностей из Викиданные. Количество загруженных сущностей: 500/500. |
| 108 | Травинка             | деревня       | Получено слишком много сущностей из Викиданные. Количество загруженных сущностей: 500/500. |
| 109 | Трегубово            | село          | Получено слишком много сущностей из Викиданные. Количество загруженных сущностей: 500/500. |
| 110 | Тростное             | село          | Получено слишком много сущностей из Викиданные. Количество загруженных сущностей: 500/500. |
| 111 | Уваровка             | деревня       | Получено слишком много сущностей из Викиданные. Количество загруженных сущностей: 500/500. |
| 112 | Успенское            | село          | Получено слишком много сущностей из Викиданные. Количество загруженных сущностей: 500/500. |
| 113 | Филенки              | деревня       | Получено слишком много сущностей из Викиданные. Количество загруженных сущностей: 500/500. |
| 114 | Ханинский            | посёлок       | Получено слишком много сущностей из Викиданные. Количество загруженных сущностей: 500/500. |
| 115 | Целыковка            | деревня       | Получено слишком много сущностей из Викиданные. Количество загруженных сущностей: 500/500. |
| 116 | Чемоданово           | деревня       | Получено слишком много сущностей из Викиданные. Количество загруженных сущностей: 500/500. |
| 117 | Чернолес             | село          | Получено слишком много сущностей из Викиданные. Количество загруженных сущностей: 500/500. |
| 118 | Чернолесье           | деревня       | Получено слишком много сущностей из Викиданные. Количество загруженных сущностей: 500/500. |
| 119 | Шевяковка            | деревня       | Получено слишком много сущностей из Викиданные. Количество загруженных сущностей: 500/500. |
| 120 | Широкий              | посёлок       | Получено слишком много сущностей из Викиданные. Количество загруженных сущностей: 500/500. |
| 121 | Яркино               | деревня       | Получено слишком много сущностей из Викиданные. Количество загруженных сущностей: 500/500. |
| 122 | Ястребин Колодезь    | деревня       | Получено слишком много сущностей из Викиданные. Количество загруженных сущностей: 500/500. |

### Тербунский
| №  | Населённый пункт    | Тип     | Население                                                                                  |
| -- | ------------------- | ------- | ------------------------------------------------------------------------------------------ |
| 1  | Александровка       | деревня | Получено слишком много сущностей из Викиданные. Количество загруженных сущностей: 500/500. |
| 2  | Алешки              | деревня | Получено слишком много сущностей из Викиданные. Количество загруженных сущностей: 500/500. |
| 3  | Апросимовка         | деревня | Получено слишком много сущностей из Викиданные. Количество загруженных сущностей: 500/500. |
| 4  | Апухтино            | деревня | Получено слишком много сущностей из Викиданные. Количество загруженных сущностей: 500/500. |
| 5  | Барышниково         | деревня | Получено слишком много сущностей из Викиданные. Количество загруженных сущностей: 500/500. |
| 6  | Берёзовка           | село    | Получено слишком много сущностей из Викиданные. Количество загруженных сущностей: 500/500. |
| 7  | Богатые Плоты       | деревня | Получено слишком много сущностей из Викиданные. Количество загруженных сущностей: 500/500. |
| 8  | Большая Киреевка    | деревня | Получено слишком много сущностей из Викиданные. Количество загруженных сущностей: 500/500. |
| 9  | Большая Поляна      | село    | Получено слишком много сущностей из Викиданные. Количество загруженных сущностей: 500/500. |
| 10 | Борки               | село    | Получено слишком много сущностей из Викиданные. Количество загруженных сущностей: 500/500. |
| 11 | Бурдино             | село    | Получено слишком много сущностей из Викиданные. Количество загруженных сущностей: 500/500. |
| 12 | Васильевка          | деревня | Получено слишком много сущностей из Викиданные. Количество загруженных сущностей: 500/500. |
| 13 | Вершина             | деревня | Получено слишком много сущностей из Викиданные. Количество загруженных сущностей: 500/500. |
| 14 | Вислая Поляна       | село    | Получено слишком много сущностей из Викиданные. Количество загруженных сущностей: 500/500. |
| 15 | Воейково            | деревня | Получено слишком много сущностей из Викиданные. Количество загруженных сущностей: 500/500. |
| 16 | Вторые Тербуны      | село    | Получено слишком много сущностей из Викиданные. Количество загруженных сущностей: 500/500. |
| 17 | Грязновка           | деревня | Получено слишком много сущностей из Викиданные. Количество загруженных сущностей: 500/500. |
| 18 | Давыдовка           | деревня | Получено слишком много сущностей из Викиданные. Количество загруженных сущностей: 500/500. |
| 19 | Даниловка           | деревня | Получено слишком много сущностей из Викиданные. Количество загруженных сущностей: 500/500. |
| 20 | Даниловские Выселки | деревня | Получено слишком много сущностей из Викиданные. Количество загруженных сущностей: 500/500. |
| 21 | Дроновка            | хутор   | Получено слишком много сущностей из Викиданные. Количество загруженных сущностей: 500/500. |
| 22 | Дубровка            | деревня | Получено слишком много сущностей из Викиданные. Количество загруженных сущностей: 500/500. |
| 23 | Дуброво             | село    | Получено слишком много сущностей из Викиданные. Количество загруженных сущностей: 500/500. |
| 24 | Заречное            | село    | Получено слишком много сущностей из Викиданные. Количество загруженных сущностей: 500/500. |
| 25 | Засосная            | деревня | Получено слишком много сущностей из Викиданные. Количество загруженных сущностей: 500/500. |
| 26 | Ивановка            | деревня | Получено слишком много сущностей из Викиданные. Количество загруженных сущностей: 500/500. |
| 27 | Ивановка            | деревня | Получено слишком много сущностей из Викиданные. Количество загруженных сущностей: 500/500. |
| 28 | Илюхино             | деревня | Получено слишком много сущностей из Викиданные. Количество загруженных сущностей: 500/500. |
| 29 | Казинка             | село    | Получено слишком много сущностей из Викиданные. Количество загруженных сущностей: 500/500. |
| 30 | Каменка             | село    | Получено слишком много сущностей из Викиданные. Количество загруженных сущностей: 500/500. |
| 31 | Каменка             | деревня | Получено слишком много сущностей из Викиданные. Количество загруженных сущностей: 500/500. |
| 32 | Киреевка            | деревня | Получено слишком много сущностей из Викиданные. Количество загруженных сущностей: 500/500. |
| 33 | Князевка            | деревня | Получено слишком много сущностей из Викиданные. Количество загруженных сущностей: 500/500. |
| 34 | Красная Поляна      | село    | Получено слишком много сущностей из Викиданные. Количество загруженных сущностей: 500/500. |
| 35 | Курганка            | деревня | Получено слишком много сущностей из Викиданные. Количество загруженных сущностей: 500/500. |
| 36 | Курганка            | село    | Получено слишком много сущностей из Викиданные. Количество загруженных сущностей: 500/500. |
| 37 | Кургано-Головино    | деревня | Получено слишком много сущностей из Викиданные. Количество загруженных сущностей: 500/500. |
| 38 | Лобановка           | деревня | Получено слишком много сущностей из Викиданные. Количество загруженных сущностей: 500/500. |
| 39 | Малая Киреевка      | деревня | Получено слишком много сущностей из Викиданные. Количество загруженных сущностей: 500/500. |
| 40 | Малиновая Поляна    | село    | Получено слишком много сущностей из Викиданные. Количество загруженных сущностей: 500/500. |
| 41 | Малые Борки         | деревня | Получено слишком много сущностей из Викиданные. Количество загруженных сущностей: 500/500. |
| 42 | Марьино-Николаевка  | село    | Получено слишком много сущностей из Викиданные. Количество загруженных сущностей: 500/500. |
| 43 | Михайловка          | деревня | Получено слишком много сущностей из Викиданные. Количество загруженных сущностей: 500/500. |
| 44 | Набоково            | деревня | Получено слишком много сущностей из Викиданные. Количество загруженных сущностей: 500/500. |
| 45 | Нагорное            | село    | Получено слишком много сущностей из Викиданные. Количество загруженных сущностей: 500/500. |
| 46 | Никольское          | деревня | Получено слишком много сущностей из Викиданные. Количество загруженных сущностей: 500/500. |
| 47 | Новая Каменка       | деревня | Получено слишком много сущностей из Викиданные. Количество загруженных сущностей: 500/500. |
| 48 | Новосильское        | село    | Получено слишком много сущностей из Викиданные. Количество загруженных сущностей: 500/500. |
| 49 | Озёрки              | село    | Получено слишком много сущностей из Викиданные. Количество загруженных сущностей: 500/500. |
| 50 | Олымовка            | деревня | Получено слишком много сущностей из Викиданные. Количество загруженных сущностей: 500/500. |
| 51 | Ольшанка Вторая     | деревня | Получено слишком много сущностей из Викиданные. Количество загруженных сущностей: 500/500. |
| 52 | Орловка             | деревня | Получено слишком много сущностей из Викиданные. Количество загруженных сущностей: 500/500. |
| 53 | Островок            | деревня | Получено слишком много сущностей из Викиданные. Количество загруженных сущностей: 500/500. |
| 54 | Петровское          | деревня | Получено слишком много сущностей из Викиданные. Количество загруженных сущностей: 500/500. |
| 55 | Петропавловка       | деревня | Получено слишком много сущностей из Викиданные. Количество загруженных сущностей: 500/500. |
| 56 | Плехановка          | деревня | Получено слишком много сущностей из Викиданные. Количество загруженных сущностей: 500/500. |
| 57 | Плотки              | деревня | Получено слишком много сущностей из Викиданные. Количество загруженных сущностей: 500/500. |
| 58 | Покровское          | село    | Получено слишком много сущностей из Викиданные. Количество загруженных сущностей: 500/500. |
| 59 | Прудки              | деревня | Получено слишком много сущностей из Викиданные. Количество загруженных сущностей: 500/500. |
| 60 | Райский             | посёлок | Получено слишком много сущностей из Викиданные. Количество загруженных сущностей: 500/500. |
| 61 | Русовка             | деревня | Получено слишком много сущностей из Викиданные. Количество загруженных сущностей: 500/500. |
| 62 | Секирино            | деревня | Получено слишком много сущностей из Викиданные. Количество загруженных сущностей: 500/500. |
| 63 | Синий Камень        | деревня | Получено слишком много сущностей из Викиданные. Количество загруженных сущностей: 500/500. |
| 64 | Солдатское          | село    | Получено слишком много сущностей из Викиданные. Количество загруженных сущностей: 500/500. |
| 65 | Спасская            | деревня | Получено слишком много сущностей из Викиданные. Количество загруженных сущностей: 500/500. |
| 66 | Становляновка       | деревня | Получено слишком много сущностей из Викиданные. Количество загруженных сущностей: 500/500. |
| 67 | Тербуны             | село    | Получено слишком много сущностей из Викиданные. Количество загруженных сущностей: 500/500. |
| 68 | Тульское            | село    | Получено слишком много сущностей из Викиданные. Количество загруженных сущностей: 500/500. |
| 69 | Урицкое             | село    | Получено слишком много сущностей из Викиданные. Количество загруженных сущностей: 500/500. |
| 70 | Усть-Юрское         | деревня | Получено слишком много сущностей из Викиданные. Количество загруженных сущностей: 500/500. |
| 71 | Хутор-Берёзовка     | село    | Получено слишком много сущностей из Викиданные. Количество загруженных сущностей: 500/500. |
| 72 | Шпейнарка           | деревня | Получено слишком много сущностей из Викиданные. Количество загруженных сущностей: 500/500. |
| 73 | Юрасовка            | деревня | Получено слишком много сущностей из Викиданные. Количество загруженных сущностей: 500/500. |
| 74 | Языково             | деревня | Получено слишком много сущностей из Викиданные. Количество загруженных сущностей: 500/500. |
| 75 | Яковлево            | село    | Получено слишком много сущностей из Викиданные. Количество загруженных сущностей: 500/500. |

### Усманский
| №  | Населённый пункт    | Тип             | Население                                                                                  |
| -- | ------------------- | --------------- | ------------------------------------------------------------------------------------------ |
| 1  | Аксай               | село            | Получено слишком много сущностей из Викиданные. Количество загруженных сущностей: 500/500. |
| 2  | Анненка             | посёлок         |                                                                                            |
| 3  | Арзыбовка           | село            | Получено слишком много сущностей из Викиданные. Количество загруженных сущностей: 500/500. |
| 4  | Беляево             | ж.д. площадка   | Получено слишком много сущностей из Викиданные. Количество загруженных сущностей: 500/500. |
| 5  | Беляево             | село            | Получено слишком много сущностей из Викиданные. Количество загруженных сущностей: 500/500. |
| 6  | Березняговка        | село            | Получено слишком много сущностей из Викиданные. Количество загруженных сущностей: 500/500. |
| 7  | Боровое             | село            | Получено слишком много сущностей из Викиданные. Количество загруженных сущностей: 500/500. |
| 8  | Бочиновка           | деревня         | Получено слишком много сущностей из Викиданные. Количество загруженных сущностей: 500/500. |
| 9  | Бреславка           | село            | Получено слишком много сущностей из Викиданные. Количество загруженных сущностей: 500/500. |
| 10 | Васильевка          | село            | Получено слишком много сущностей из Викиданные. Количество загруженных сущностей: 500/500. |
| 11 | Верный Путь         | посёлок         | Получено слишком много сущностей из Викиданные. Количество загруженных сущностей: 500/500. |
| 12 | Верхняя Мосоловка   | село            | Получено слишком много сущностей из Викиданные. Количество загруженных сущностей: 500/500. |
| 13 | Высокополье         | село            | Получено слишком много сущностей из Викиданные. Количество загруженных сущностей: 500/500. |
| 14 | Гаршино             | деревня         | Получено слишком много сущностей из Викиданные. Количество загруженных сущностей: 500/500. |
| 15 | Грачёвка            | село            | Получено слишком много сущностей из Викиданные. Количество загруженных сущностей: 500/500. |
| 16 | Девица              | село            | Получено слишком много сущностей из Викиданные. Количество загруженных сущностей: 500/500. |
| 17 | Демшино             | село            | Получено слишком много сущностей из Викиданные. Количество загруженных сущностей: 500/500. |
| 18 | Дмитриевка          | село            | Получено слишком много сущностей из Викиданные. Количество загруженных сущностей: 500/500. |
| 19 | Дрязги              | ж.д. станция    | Получено слишком много сущностей из Викиданные. Количество загруженных сущностей: 500/500. |
| 20 | Евсюковка           | деревня         | Получено слишком много сущностей из Викиданные. Количество загруженных сущностей: 500/500. |
| 21 | Екатериновка        | село            | Получено слишком много сущностей из Викиданные. Количество загруженных сущностей: 500/500. |
| 22 | Завальное           | село            | Получено слишком много сущностей из Викиданные. Количество загруженных сущностей: 500/500. |
| 23 | Излегоще            | село            | Получено слишком много сущностей из Викиданные. Количество загруженных сущностей: 500/500. |
| 24 | Красное             | село            | Получено слишком много сущностей из Викиданные. Количество загруженных сущностей: 500/500. |
| 25 | Красный Кудояр      | деревня         | Получено слишком много сущностей из Викиданные. Количество загруженных сущностей: 500/500. |
| 26 | Кривка              | село            | Получено слишком много сущностей из Викиданные. Количество загруженных сущностей: 500/500. |
| 27 | Крутченская Байгора | село            | Получено слишком много сущностей из Викиданные. Количество загруженных сущностей: 500/500. |
| 28 | Крутчик             | село            | Получено слишком много сущностей из Викиданные. Количество загруженных сущностей: 500/500. |
| 29 | Куликово            | село            | Получено слишком много сущностей из Викиданные. Количество загруженных сущностей: 500/500. |
| 30 | Куриловка           | село            | Получено слишком много сущностей из Викиданные. Количество загруженных сущностей: 500/500. |
| 31 | Левый Берег         | посёлок         | Получено слишком много сущностей из Викиданные. Количество загруженных сущностей: 500/500. |
| 32 | Медовка             | село            | Получено слишком много сущностей из Викиданные. Количество загруженных сущностей: 500/500. |
| 33 | Мещерка             | посёлок         |                                                                                            |
| 34 | Московка            | село            | Получено слишком много сущностей из Викиданные. Количество загруженных сущностей: 500/500. |
| 35 | Московка            | деревня         | Получено слишком много сущностей из Викиданные. Количество загруженных сущностей: 500/500. |
| 36 | Нижняя Мосоловка    | село            | Получено слишком много сущностей из Викиданные. Количество загруженных сущностей: 500/500. |
| 37 | Никольские Выселки  | село            | Получено слишком много сущностей из Викиданные. Количество загруженных сущностей: 500/500. |
| 38 | Никольское          | село            | Получено слишком много сущностей из Викиданные. Количество загруженных сущностей: 500/500. |
| 39 | Новоуглянка         | село            | Получено слишком много сущностей из Викиданные. Количество загруженных сущностей: 500/500. |
| 40 | Озерки              | деревня         | Получено слишком много сущностей из Викиданные. Количество загруженных сущностей: 500/500. |
| 41 | Октябрьское         | село            | Получено слишком много сущностей из Викиданные. Количество загруженных сущностей: 500/500. |
| 42 | Пашково             | село            | Получено слишком много сущностей из Викиданные. Количество загруженных сущностей: 500/500. |
| 43 | Песковатка-Боярская | село            | Получено слишком много сущностей из Викиданные. Количество загруженных сущностей: 500/500. |
| 44 | Песковатка-Казачья  | село            | Получено слишком много сущностей из Викиданные. Количество загруженных сущностей: 500/500. |
| 45 | Петровка            | село            | Получено слишком много сущностей из Викиданные. Количество загруженных сущностей: 500/500. |
| 46 | Пластинки           | село            | Получено слишком много сущностей из Викиданные. Количество загруженных сущностей: 500/500. |
| 47 | Поддубровка         | село            | Получено слишком много сущностей из Викиданные. Количество загруженных сущностей: 500/500. |
| 48 | Пригородка          | село            | Получено слишком много сущностей из Викиданные. Количество загруженных сущностей: 500/500. |
| 49 | Пушкари             | село            | Получено слишком много сущностей из Викиданные. Количество загруженных сущностей: 500/500. |
| 50 | Ростовка            | деревня         | Получено слишком много сущностей из Викиданные. Количество загруженных сущностей: 500/500. |
| 51 | Савицкое            | село            | Получено слишком много сущностей из Викиданные. Количество загруженных сущностей: 500/500. |
| 52 | Сторожевое          | село            | Получено слишком много сущностей из Викиданные. Количество загруженных сущностей: 500/500. |
| 53 | Сторожевские Хутора | село            | Получено слишком много сущностей из Викиданные. Количество загруженных сущностей: 500/500. |
| 54 | Стрелецкие Хутора   | село            | Получено слишком много сущностей из Викиданные. Количество загруженных сущностей: 500/500. |
| 55 | Студёнки            | село            | Получено слишком много сущностей из Викиданные. Количество загруженных сущностей: 500/500. |
| 56 | Студенские Выселки  | село            | Получено слишком много сущностей из Викиданные. Количество загруженных сущностей: 500/500. |
| 57 | Терновка            | деревня         | Получено слишком много сущностей из Викиданные. Количество загруженных сущностей: 500/500. |
| 58 | Ударник             | посёлок совхоза | Получено слишком много сущностей из Викиданные. Количество загруженных сущностей: 500/500. |
| 59 | Усмань              | город           | Получено слишком много сущностей из Викиданные. Количество загруженных сущностей: 500/500. |
| 60 | Учхоз               | посёлок         | Получено слишком много сущностей из Викиданные. Количество загруженных сущностей: 500/500. |
| 61 | Фёдоровка           | деревня         | Получено слишком много сущностей из Викиданные. Количество загруженных сущностей: 500/500. |
| 62 | Хлебороб            | посёлок         | Получено слишком много сущностей из Викиданные. Количество загруженных сущностей: 500/500. |
| 63 | Чернечки            | деревня         | Получено слишком много сущностей из Викиданные. Количество загруженных сущностей: 500/500. |
| 64 | Шаршки              | деревня         | Получено слишком много сущностей из Викиданные. Количество загруженных сущностей: 500/500. |
| 65 | Элеватор            | посёлок         | Получено слишком много сущностей из Викиданные. Количество загруженных сущностей: 500/500. |

### Хлевенский
| №  | Населённый пункт     | Тип     | Население                                                                                  |
| -- | -------------------- | ------- | ------------------------------------------------------------------------------------------ |
| 1  | Аникеевка            | деревня | Получено слишком много сущностей из Викиданные. Количество загруженных сущностей: 500/500. |
| 2  | Благодатная          | деревня | Получено слишком много сущностей из Викиданные. Количество загруженных сущностей: 500/500. |
| 3  | Большой Мечёк        | деревня | Получено слишком много сущностей из Викиданные. Количество загруженных сущностей: 500/500. |
| 4  | Введенка             | село    | Получено слишком много сущностей из Викиданные. Количество загруженных сущностей: 500/500. |
| 5  | Вертячье             | деревня | Получено слишком много сущностей из Викиданные. Количество загруженных сущностей: 500/500. |
| 6  | Верхняя Колыбелька   | село    | Получено слишком много сущностей из Викиданные. Количество загруженных сущностей: 500/500. |
| 7  | Воробьёвка           | село    | Получено слишком много сущностей из Викиданные. Количество загруженных сущностей: 500/500. |
| 8  | Воронежское Маланино | деревня | Получено слишком много сущностей из Викиданные. Количество загруженных сущностей: 500/500. |
| 9  | Ворон-Лозовка        | село    | Получено слишком много сущностей из Викиданные. Количество загруженных сущностей: 500/500. |
| 10 | Горденин             | хутор   | Получено слишком много сущностей из Викиданные. Количество загруженных сущностей: 500/500. |
| 11 | Гудовка              | деревня | Получено слишком много сущностей из Викиданные. Количество загруженных сущностей: 500/500. |
| 12 | Даньшино             | деревня | Получено слишком много сущностей из Викиданные. Количество загруженных сущностей: 500/500. |
| 13 | Дерезовка            | деревня | Получено слишком много сущностей из Викиданные. Количество загруженных сущностей: 500/500. |
| 14 | Дмитряшевка          | село    | Получено слишком много сущностей из Викиданные. Количество загруженных сущностей: 500/500. |
| 15 | Долгое               | деревня | Получено слишком много сущностей из Викиданные. Количество загруженных сущностей: 500/500. |
| 16 | Донская Негачевка    | село    | Получено слишком много сущностей из Викиданные. Количество загруженных сущностей: 500/500. |
| 17 | Елецкая Лозовка      | село    | Получено слишком много сущностей из Викиданные. Количество загруженных сущностей: 500/500. |
| 18 | Елец-Маланино        | село    | Получено слишком много сущностей из Викиданные. Количество загруженных сущностей: 500/500. |
| 19 | Елец-Маланинский     | хутор   | Получено слишком много сущностей из Викиданные. Количество загруженных сущностей: 500/500. |
| 20 | Знаменка             | деревня | Получено слишком много сущностей из Викиданные. Количество загруженных сущностей: 500/500. |
| 21 | Калина-Дубрава       | деревня | Получено слишком много сущностей из Викиданные. Количество загруженных сущностей: 500/500. |
| 22 | Конь-Колодезь        | село    | Получено слишком много сущностей из Викиданные. Количество загруженных сущностей: 500/500. |
| 23 | Крещенка             | село    | Получено слишком много сущностей из Викиданные. Количество загруженных сущностей: 500/500. |
| 24 | Крещенские Выселки   | деревня | Получено слишком много сущностей из Викиданные. Количество загруженных сущностей: 500/500. |
| 25 | Круглянка            | деревня | Получено слишком много сущностей из Викиданные. Количество загруженных сущностей: 500/500. |
| 26 | Крутец               | деревня | Получено слишком много сущностей из Викиданные. Количество загруженных сущностей: 500/500. |
| 27 | Курино               | село    | Получено слишком много сущностей из Викиданные. Количество загруженных сущностей: 500/500. |
| 28 | Малинино             | село    | Получено слишком много сущностей из Викиданные. Количество загруженных сущностей: 500/500. |
| 29 | Малый Мечёк          | деревня | Получено слишком много сущностей из Викиданные. Количество загруженных сущностей: 500/500. |
| 30 | Манино               | село    | Получено слишком много сущностей из Викиданные. Количество загруженных сущностей: 500/500. |
| 31 | Муравьевка           | деревня | Получено слишком много сущностей из Викиданные. Количество загруженных сущностей: 500/500. |
| 32 | Нечаевка             | деревня | Получено слишком много сущностей из Викиданные. Количество загруженных сущностей: 500/500. |
| 33 | Нижняя Колыбелька    | село    | Получено слишком много сущностей из Викиданные. Количество загруженных сущностей: 500/500. |
| 34 | Новое Дубовое        | село    | Получено слишком много сущностей из Викиданные. Количество загруженных сущностей: 500/500. |
| 35 | Отскочное            | село    | Получено слишком много сущностей из Викиданные. Количество загруженных сущностей: 500/500. |
| 36 | Плещеево             | деревня | Получено слишком много сущностей из Викиданные. Количество загруженных сущностей: 500/500. |
| 37 | Подгорное            | деревня | Получено слишком много сущностей из Викиданные. Количество загруженных сущностей: 500/500. |
| 38 | Посельское           | деревня | Получено слишком много сущностей из Викиданные. Количество загруженных сущностей: 500/500. |
| 39 | Седелки              | деревня | Получено слишком много сущностей из Викиданные. Количество загруженных сущностей: 500/500. |
| 40 | Синдякино            | село    | Получено слишком много сущностей из Викиданные. Количество загруженных сущностей: 500/500. |
| 41 | Средняя Долина       | село    | Получено слишком много сущностей из Викиданные. Количество загруженных сущностей: 500/500. |
| 42 | Старо-Дубовский      | хутор   | Получено слишком много сущностей из Викиданные. Количество загруженных сущностей: 500/500. |
| 43 | Старое Дубовое       | село    | Получено слишком много сущностей из Викиданные. Количество загруженных сущностей: 500/500. |
| 44 | Стерляговка          | деревня | Получено слишком много сущностей из Викиданные. Количество загруженных сущностей: 500/500. |
| 45 | Трещевка             | деревня | Получено слишком много сущностей из Викиданные. Количество загруженных сущностей: 500/500. |
| 46 | Трухачевка           | деревня | Получено слишком много сущностей из Викиданные. Количество загруженных сущностей: 500/500. |
| 47 | Фомино-Негачевка     | село    | Получено слишком много сущностей из Викиданные. Количество загруженных сущностей: 500/500. |
| 48 | Хлевное              | село    | Получено слишком много сущностей из Викиданные. Количество загруженных сущностей: 500/500. |

### Чаплыгинский
| №   | Населённый пункт         | Тип          | Население                                                                                  |
| --- | ------------------------ | ------------ | ------------------------------------------------------------------------------------------ |
| 1   | Архангельское            | деревня      | Получено слишком много сущностей из Викиданные. Количество загруженных сущностей: 500/500. |
| 2   | Батыревский              | посёлок      | Получено слишком много сущностей из Викиданные. Количество загруженных сущностей: 500/500. |
| 3   | Большое Петелино         | деревня      | Получено слишком много сущностей из Викиданные. Количество загруженных сущностей: 500/500. |
| 4   | Большой Снежеток         | село         | Получено слишком много сущностей из Викиданные. Количество загруженных сущностей: 500/500. |
| 5   | Борщевка                 | деревня      | Получено слишком много сущностей из Викиданные. Количество загруженных сущностей: 500/500. |
| 6   | Борщевка Государственная | деревня      | Получено слишком много сущностей из Викиданные. Количество загруженных сущностей: 500/500. |
| 7   | Братовка                 | село         | Получено слишком много сущностей из Викиданные. Количество загруженных сущностей: 500/500. |
| 8   | Бутырки                  | деревня      | Получено слишком много сущностей из Викиданные. Количество загруженных сущностей: 500/500. |
| 9   | Буховка                  | деревня      | Получено слишком много сущностей из Викиданные. Количество загруженных сущностей: 500/500. |
| 10  | Буховое                  | село         | Получено слишком много сущностей из Викиданные. Количество загруженных сущностей: 500/500. |
| 11  | Буховские Выселки        | хутор        | Получено слишком много сущностей из Викиданные. Количество загруженных сущностей: 500/500. |
| 12  | Ведное                   | село         | Получено слишком много сущностей из Викиданные. Количество загруженных сущностей: 500/500. |
| 13  | Волково                  | деревня      | Получено слишком много сущностей из Викиданные. Количество загруженных сущностей: 500/500. |
| 14  | Волхонские Выселки       | село         | Получено слишком много сущностей из Викиданные. Количество загруженных сущностей: 500/500. |
| 15  | Воскресенское            | деревня      | Получено слишком много сущностей из Викиданные. Количество загруженных сущностей: 500/500. |
| 16  | Выглядовка               | деревня      | Получено слишком много сущностей из Викиданные. Количество загруженных сущностей: 500/500. |
| 17  | Выселки                  | село         | Получено слишком много сущностей из Викиданные. Количество загруженных сущностей: 500/500. |
| 18  | Галкинский               | посёлок      | Получено слишком много сущностей из Викиданные. Количество загруженных сущностей: 500/500. |
| 19  | Горлово                  | село         | Получено слишком много сущностей из Викиданные. Количество загруженных сущностей: 500/500. |
| 20  | Городок                  | деревня      | Получено слишком много сущностей из Викиданные. Количество загруженных сущностей: 500/500. |
| 21  | Горюшки                  | деревня      | Получено слишком много сущностей из Викиданные. Количество загруженных сущностей: 500/500. |
| 22  | Дачный                   | посёлок      | Получено слишком много сущностей из Викиданные. Количество загруженных сущностей: 500/500. |
| 23  | Дашино                   | село         | Получено слишком много сущностей из Викиданные. Количество загруженных сущностей: 500/500. |
| 24  | Демкино                  | село         | Получено слишком много сущностей из Викиданные. Количество загруженных сущностей: 500/500. |
| 25  | Демкинские Выселки       | деревня      | Получено слишком много сущностей из Викиданные. Количество загруженных сущностей: 500/500. |
| 26  | Денисовка                | село         | Получено слишком много сущностей из Викиданные. Количество загруженных сущностей: 500/500. |
| 27  | Добровольный             | посёлок      | Получено слишком много сущностей из Викиданные. Количество загруженных сущностей: 500/500. |
| 28  | Дубовое                  | село         | Получено слишком много сущностей из Викиданные. Количество загруженных сущностей: 500/500. |
| 29  | Дуровщино                | село         | Получено слишком много сущностей из Викиданные. Количество загруженных сущностей: 500/500. |
| 30  | Епинетово                | деревня      | Получено слишком много сущностей из Викиданные. Количество загруженных сущностей: 500/500. |
| 31  | Жабино                   | село         | Получено слишком много сущностей из Викиданные. Количество загруженных сущностей: 500/500. |
| 32  | Журавинки                | село         | Получено слишком много сущностей из Викиданные. Количество загруженных сущностей: 500/500. |
| 33  | Заново                   | ж.д. станция | Получено слишком много сущностей из Викиданные. Количество загруженных сущностей: 500/500. |
| 34  | Зареченский              | посёлок      | Получено слишком много сущностей из Викиданные. Количество загруженных сущностей: 500/500. |
| 35  | Зареченский              | посёлок      | Получено слишком много сущностей из Викиданные. Количество загруженных сущностей: 500/500. |
| 36  | Заречная                 | деревня      | Получено слишком много сущностей из Викиданные. Количество загруженных сущностей: 500/500. |
| 37  | Заречье Ломовое          | село         | Получено слишком много сущностей из Викиданные. Количество загруженных сущностей: 500/500. |
| 38  | Зелёный Колодезь         | посёлок      | Получено слишком много сущностей из Викиданные. Количество загруженных сущностей: 500/500. |
| 39  | Зенкино                  | село         | Получено слишком много сущностей из Викиданные. Количество загруженных сущностей: 500/500. |
| 40  | Зорино                   | деревня      | Получено слишком много сущностей из Викиданные. Количество загруженных сущностей: 500/500. |
| 41  | Ивановка                 | село         | Получено слишком много сущностей из Викиданные. Количество загруженных сущностей: 500/500. |
| 42  | Истобное                 | село         | Получено слишком много сущностей из Викиданные. Количество загруженных сущностей: 500/500. |
| 43  | Калининский              | посёлок      | Получено слишком много сущностей из Викиданные. Количество загруженных сущностей: 500/500. |
| 44  | Калиновка                | посёлок      | Получено слишком много сущностей из Викиданные. Количество загруженных сущностей: 500/500. |
| 45  | Каревка                  | деревня      | Получено слишком много сущностей из Викиданные. Количество загруженных сущностей: 500/500. |
| 46  | Климово                  | село         | Получено слишком много сущностей из Викиданные. Количество загруженных сущностей: 500/500. |
| 47  | Колыбельское             | село         | Получено слишком много сущностей из Викиданные. Количество загруженных сущностей: 500/500. |
| 48  | Конюшки                  | село         | Получено слишком много сущностей из Викиданные. Количество загруженных сущностей: 500/500. |
| 49  | Конюшковские Выселки     | деревня      | Получено слишком много сущностей из Викиданные. Количество загруженных сущностей: 500/500. |
| 50  | Кривополянье             | село         | Получено слишком много сущностей из Викиданные. Количество загруженных сущностей: 500/500. |
| 51  | Кулики                   | деревня      | Получено слишком много сущностей из Викиданные. Количество загруженных сущностей: 500/500. |
| 52  | Лапоток                  | деревня      | Получено слишком много сущностей из Викиданные. Количество загруженных сущностей: 500/500. |
| 53  | Лисоградка               | деревня      | Получено слишком много сущностей из Викиданные. Количество загруженных сущностей: 500/500. |
| 54  | Лозовка                  | деревня      | Получено слишком много сущностей из Викиданные. Количество загруженных сущностей: 500/500. |
| 55  | Ломовое                  | село         | Получено слишком много сущностей из Викиданные. Количество загруженных сущностей: 500/500. |
| 56  | Майково                  | деревня      | Получено слишком много сущностей из Викиданные. Количество загруженных сущностей: 500/500. |
| 57  | Майково                  | деревня      | Получено слишком много сущностей из Викиданные. Количество загруженных сущностей: 500/500. |
| 58  | Мелеховое                | деревня      | Получено слишком много сущностей из Викиданные. Количество загруженных сущностей: 500/500. |
| 59  | Мураевка                 | деревня      | Получено слишком много сущностей из Викиданные. Количество загруженных сущностей: 500/500. |
| 60  | Набережное               | село         | Получено слишком много сущностей из Викиданные. Количество загруженных сущностей: 500/500. |
| 61  | Нарышкино                | село         | Получено слишком много сущностей из Викиданные. Количество загруженных сущностей: 500/500. |
| 62  | Никольское               | деревня      | Получено слишком много сущностей из Викиданные. Количество загруженных сущностей: 500/500. |
| 63  | Никольское               | село         | Получено слишком много сущностей из Викиданные. Количество загруженных сущностей: 500/500. |
| 64  | Новое Петелино           | село         | Получено слишком много сущностей из Викиданные. Количество загруженных сущностей: 500/500. |
| 65  | Новопавловка             | деревня      | Получено слишком много сущностей из Викиданные. Количество загруженных сущностей: 500/500. |
| 66  | Новополянье              | село         | Получено слишком много сущностей из Викиданные. Количество загруженных сущностей: 500/500. |
| 67  | Новосеменовка            | деревня      | Получено слишком много сущностей из Викиданные. Количество загруженных сущностей: 500/500. |
| 68  | Ольшанские Выселки       | деревня      | Получено слишком много сущностей из Викиданные. Количество загруженных сущностей: 500/500. |
| 69  | Орловка                  | деревня      | Получено слишком много сущностей из Викиданные. Количество загруженных сущностей: 500/500. |
| 70  | Пасеково                 | деревня      | Получено слишком много сущностей из Викиданные. Количество загруженных сущностей: 500/500. |
| 71  | Петелина                 | деревня      | Получено слишком много сущностей из Викиданные. Количество загруженных сущностей: 500/500. |
| 72  | Пиково                   | село         | Получено слишком много сущностей из Викиданные. Количество загруженных сущностей: 500/500. |
| 73  | Покровка                 | деревня      | Получено слишком много сущностей из Викиданные. Количество загруженных сущностей: 500/500. |
| 74  | Притыкино                | деревня      | Получено слишком много сущностей из Викиданные. Количество загруженных сущностей: 500/500. |
| 75  | Протасьево               | село         | Получено слишком много сущностей из Викиданные. Количество загруженных сущностей: 500/500. |
| 76  | Ржевка                   | деревня      | Получено слишком много сущностей из Викиданные. Количество загруженных сущностей: 500/500. |
| 77  | Рощинский                | посёлок      | Получено слишком много сущностей из Викиданные. Количество загруженных сущностей: 500/500. |
| 78  | Руденки                  | деревня      | Получено слишком много сущностей из Викиданные. Количество загруженных сущностей: 500/500. |
| 79  | Рязанка                  | деревня      | Получено слишком много сущностей из Викиданные. Количество загруженных сущностей: 500/500. |
| 80  | Садовая                  | деревня      | Получено слишком много сущностей из Викиданные. Количество загруженных сущностей: 500/500. |
| 81  | Свиридовка               | деревня      | Получено слишком много сущностей из Викиданные. Количество загруженных сущностей: 500/500. |
| 82  | Скуратовка               | деревня      | Получено слишком много сущностей из Викиданные. Количество загруженных сущностей: 500/500. |
| 83  | Смычка                   | посёлок      | Получено слишком много сущностей из Викиданные. Количество загруженных сущностей: 500/500. |
| 84  | Солнцево                 | село         | Получено слишком много сущностей из Викиданные. Количество загруженных сущностей: 500/500. |
| 85  | Соловое                  | село         | Получено слишком много сущностей из Викиданные. Количество загруженных сущностей: 500/500. |
| 86  | Старое Петелино          | село         | Получено слишком много сущностей из Викиданные. Количество загруженных сущностей: 500/500. |
| 87  | Сторожевая               | деревня      | Получено слишком много сущностей из Викиданные. Количество загруженных сущностей: 500/500. |
| 88  | Струглево                | деревня      | Получено слишком много сущностей из Викиданные. Количество загруженных сущностей: 500/500. |
| 89  | Татищево                 | деревня      | Получено слишком много сущностей из Викиданные. Количество загруженных сущностей: 500/500. |
| 90  | Топтыково                | село         | Получено слишком много сущностей из Викиданные. Количество загруженных сущностей: 500/500. |
| 91  | Троекурово               | деревня      | Получено слишком много сущностей из Викиданные. Количество загруженных сущностей: 500/500. |
| 92  | Троекурово               | село         | Получено слишком много сущностей из Викиданные. Количество загруженных сущностей: 500/500. |
| 93  | Тупки                    | посёлок      | Получено слишком много сущностей из Викиданные. Количество загруженных сущностей: 500/500. |
| 94  | Тютчево                  | деревня      | Получено слишком много сущностей из Викиданные. Количество загруженных сущностей: 500/500. |
| 95  | Урусово                  | ж.д. станция | Получено слишком много сущностей из Викиданные. Количество загруженных сущностей: 500/500. |
| 96  | Урусово                  | село         | Получено слишком много сущностей из Викиданные. Количество загруженных сущностей: 500/500. |
| 97  | Хавенка                  | посёлок      | Получено слишком много сущностей из Викиданные. Количество загруженных сущностей: 500/500. |
| 98  | Чаплыгин                 | город        | Получено слишком много сущностей из Викиданные. Количество загруженных сущностей: 500/500. |
| 99  | Чечеры                   | село         | Получено слишком много сущностей из Викиданные. Количество загруженных сущностей: 500/500. |
| 100 | Шишкино                  | деревня      | Получено слишком много сущностей из Викиданные. Количество загруженных сущностей: 500/500. |
| 101 | Шишкино                  | село         | Получено слишком много сущностей из Викиданные. Количество загруженных сущностей: 500/500. |
| 102 | Щербинино                | деревня      | Получено слишком много сущностей из Викиданные. Количество загруженных сущностей: 500/500. |
| 103 | Юсово                    | село         | Получено слишком много сущностей из Викиданные. Количество загруженных сущностей: 500/500. |